# Deep Purple
A Deep Purple brit hard rock együttes 1968-ban Roundabout néven alakult Hertfordben. Nevüket Peter DeRose azonos című dalából vették át. A stílus egyik legismertebb és legnagyobb hatású zenekara, amelyet sokan a Led Zeppelin és a Black Sabbath mellett a heavy metal előfutárának tartanak, bár a zenészek sosem tartották magukat heavy metal együttesnek.
Az együttest ugyan hard rock zenekarként tartják számon, emellett azonban több zenei stílus is megtalálható a zenéjükben. A 60-as évek végén készült lemezeiket a progresszív rock, a pszichedelikus és blues-rock (Hush), a klasszikus zene (Anthem, April) valamint a korszak popzenéje jellemezte. Az 1970-es évek elején készült albumaikkal egy keményebb zenei világ felé fordultak, ennek révén a világ egyik legnépszerűbb hard rock zenekarává nőtték ki magukat.
Az együttes 1969 nyarán kialakult, klasszikus felállása (Ian Gillan, Roger Glover, Jon Lord, Ian Paice, Ritchie Blackmore) 1973-ban felbomlott. Ez a felállás jelentette az együttes legsikeresebb korszakát, s olyan klasszikus rockdalokat hagyott az utókor számára, mint a Black Night, a Fireball, a Highway Star, a Child in Time vagy a minden idők egyik leghíresebb gitárriffjével indító Smoke on the Water. Ezt követően az együttes még kiadott néhány lemezt a 70-es évek derekán, de 1976-ban feloszlott a formáció. 1984-ben újra összeállt a klasszikus Paice–Lord–Gillan–Blackmore–Glover-felállású Deep Purple, azonban újra tagcserék sújtották a zenekart. 1994-ben Steve Morse lett az együttes gitárosa, 2001 óta pedig Don Airey kezeli a billentyűs hangszereket. Az alapító tagok közül ma már csak Ian Paice tagja az együttesnek. A zenekar különböző felállásait a Mark előszóval különböztetik meg (Mark I, Mark II, Mark III stb.)
A világszerte több mint 100 millió lemezt eladott együttes (ebből 7,5 milliót az USA-ban) bekerült a Guinness Rekordok Könyvébe is mint a leghangosabb popzenekar.
Az együttest a VH1 kinevezte a 22. "legnagyobb hard rock előadó"-nak.

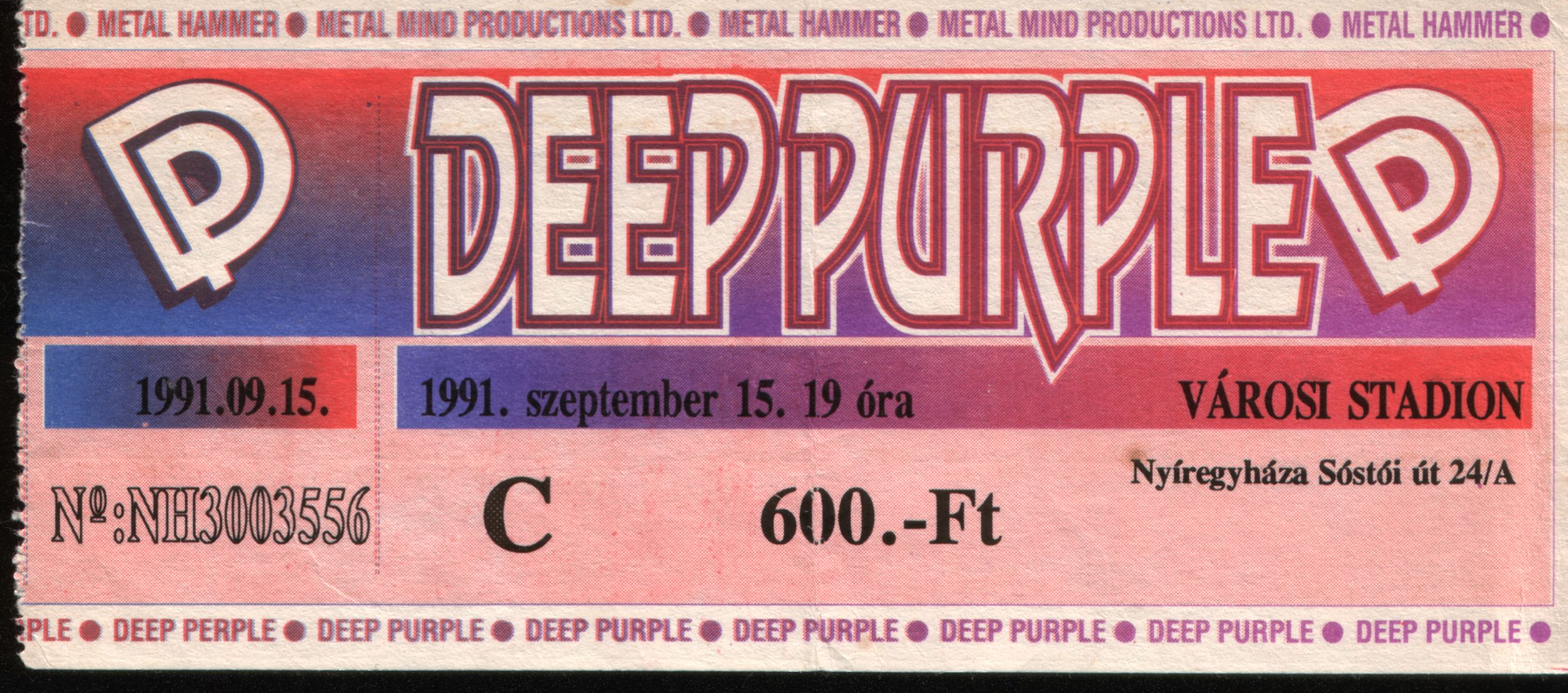
Deep Purple-jegy (1991, Nyíregyháza)

Magyarországon több alkalommal jártak: 1987-ben, 1991-ben, 1996-ban, 1998-ban, 2003-ban, 2006-ban, 2019-ben. 2007. november 6-án és 2014. február 17-én felléptek a Budapest Sportarénában, de a 2010-es StarGarden fesztivál első napján is koncerteztek, valamint felléptek 2013. augusztus 3-án Székesfehérvárott a FEZEN fesztiválon.
2016-ban beiktatták őket a Rock and Roll Hall of Fame-be, melynek alkalmából egy koncertet adtak, ahol bejelentették, hogy új lemezen dolgoznak és egy világturnét indítanak a lemez népszerűsítésére .

## Pályafutás

### Előtörténet (1966–1968)
A Deep Purple gyökerei az 1967-ben alakult Flower Pot Men együttesig nyúlnak vissza (korábbi neve The Ivy League). Érdekességüket az adta, hogy négy énekesük volt. Nevüket a The Flowerpot Men című gyerekműsorból vették; a név szóvicc is a flower power mozgalomról és a „fűről”, amit az angol szlengben pot névvel (is) illetnek. Legismertebb daluk a Let’s Go to San Francisco volt, amit sokan Scott McKenzie If You’re Going to San Franciscójának paródiájaként értelmeztek, bár ezt az együttes cáfolta. Tagjai a következők voltak: Tony Burrows, Neil Landon, Robin Shaw és Pete Nelson énekesek, Ged Peck gitáros, Nick Simper basszusgitáros, Jon Lord orgonista és Carlo Little dobos.
Jon Lord korábban a The Artwoods tagja volt, aminek az az Art Wood volt az énekese, aki a Rolling Stones-gitáros Ronnie Wood testvére. Az együttes dobosa pedig Keef Hartley volt. Nick Simper korábban Screaming Lord Sutch The Savages együttesében játszott, ahol a későbbi Deep Purple-gitáros Ritchie Blackmore is megfordult. Blackmore a 60-as évek második felében Hamburgban élt, és stúdiózenészként dolgozott. Simper emellett 1966-ban és 1967-ben tagja volt a Johnny Kidd & The Pirates nevű formációnak is.
1967-ben a Searchers korábbi dobosa, Chris Curtis felhívta Tony Edwards londoni üzletembert, és arra kérte, hogy menedzseljen egy új együttest, amit Curtis alakítana meg. A terv az volt, hogy a tagok folyamatosan váltanák egymást; Edwardsnak megtetszett az ötlet, és két másik üzletembert is sikerült bevonnia: John Colettát és Ron Hire-t (Hire–Edwards–Coletta – HEC Enterprises).
Curtis ekkortájt Londonban élt, lakása pedig számos helyi muzsikus gyülekezőhelyéül szolgált. Köztük volt Danny Laine, David Knights és Jon Lord is. Így amikor Curtis zenészeket keresett új, Roundabout nevű együtteséhez, az első tag a klasszikus zenei képzettségben részesült Jon Lord orgonista lett. Ezt követően Curtis rábeszélte Ritchie Blackmore gitárost, hogy jöjjön vissza Hamburgból egy meghallgatásra. Curtis azonban személyes nézeteltérések miatt hamarosan kiszállt, de a HEC Enterprises, Lord és Blackmore örömmel folytatták a zenészek felkutatását. Még három tag csatlakozott a együtteshez: Nick Simper basszusgitáros, Bobby Woodman dobos és Rod Evans énekes.
Woodman egy, a próbák során történt távolmaradása miatt Evans egy korábbi barátját Ian Paice dobost ajánlotta be az együttesnek, akivel korábban a The Maze formációban játszott együtt.
Így 1968 márciusában kialakult a Jon Lord – Nick Simper – Ian Paice – Rod Evans – Ritchie Blackmore-összetételű zenekar a Deep Purple első felállását is képezi egyben. Ekkoriban azonban még a Roundabout nevet használták, így az 1968-as dániai turnén is ez a név szerepelt a plakátokon.
Az együttes elhatározta, hogy lecseréli a Roundabout nevet. A lehetséges zenekarnevek között szerepelt a "Concrete God" is, de Blackmore – nagynénjének kedvenc Peter DeRose slágerét alapul véve – a Deep Purple nevet ajánlotta.

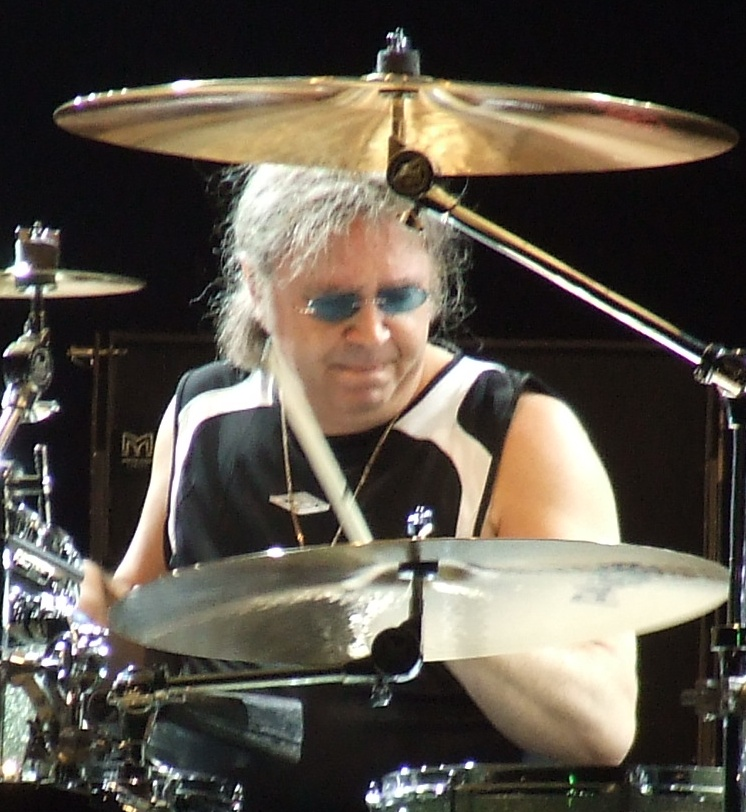
Az alapító tagok közül ma már csak Ian Paice tagja az együttesnek.

### Shades of Deep Purple(1968)
Az együttes első felvétele, az 1968-ban kislemezként is megjelent Hush volt. A dal eredetileg egy Joe South-szerzemény a Purple feldolgozásában óriási sikert aratott az Amerikai Egyesült Államokban (az Egyesült Királyságban viszont alig ismerték az együttest). A dal az amerikai Billboard listán a 4. helyig jutott, de Kanadában is slágerré vált. 1968-ban a zenekar mögött álló HEC Enterprises csaknem csődbe ment, így a Deep Purple a skandináv koncertek végeztével leszerződött a Parlophone és a Tetragrammaton Records kiadókhoz. Ezt követően megkezdődtek a debütáló album felvételei, amelynek Derek Lawrence volt a producere. A Shades of Deep Purple album felvételei a londoni Pye Studiosban zajlottak. A zenei felvételek pedig mindössze kettő napig tartottak (május 11–12.), míg május 13-án a keverés napja volt. Az anyag 1968 júliusában jelent meg, Angliában a Parlophone adta ki, Brazíliában és Portugáliában pedig a Tetragrammaton Records. Az anyag az USA-ban szeptemberben került boltokba, mégpedig az EMI gondozásában.
Az albumon hallható szerzeményekben ugyanúgy megtalálható volt a korszak pop- és rockzenéje, mint a pszichedelikus és a progresszív rock hatása. A lemezen még csak csírájában volt hallható a zenekarra később jellemző hangzásvilág. Blackmore játéka itt még nem olyan egyéni, mint később, a dalok többsége pedig Jon Lord játékán alapszik. Mivel Lord volt az együttes legidősebb és legtapasztaltabb tagja, ezért az albumon is kiemelt fontosságot kapott a játéka. Az album sajátos szerkesztést kapott, mivel az LP mindkét oldala négy számból áll, ám az első oldal utolsó számát két részre lehet osztani: egy instrumentális részre, és egy ettől elkülönülő dalra. Ezt a szerkesztési elvet az együttes tovább folytatta a következő két albumán is.
A lemezre felkerült a korábban kislemezként slágerré váló „Hush” is, de emellett olyan dalokat is tartalmazott, mint a Billy Roberts által írt, de Jimi Hendrix feldolgozásában is népszerű „Hey Joe” vagy a „Love Help Me” énekdallama, csaknem egyenes folytatása a Beatles „Help!„-jének. A „Prelude: Happiness I'm So Glad” fő témája Rimszkij-Korszakov Seherezádé szvitjének az adaptációja. A Hey Joe bevezetése Manuel de Falla A háromszögletű kalap c. táncszvitjének a feldolgozása. A „Mandrake Root” pedig előrevetítette az együttes későbbi hard rock hangzását. A dalban hallható rondóritmusú instrumentális betéteket később a Space Truckin szám után fűzték dzsemmeléseken. Angliában nem keltett feltűnést a meglehetősen alábecsült album, Amerikában azonban 24. helyig jutott.

### The Book of Taliesyn(1968)
Az 1968 augusztusában, a Londonban megkezdődött második album felvételei októberig tartottak. A The Book of Taliesyn című album az USA-ban 1968. december 11-én jelent meg a Tetragrammaton jóvoltából. Az Egyesült Királyságban azonban csak 1969 júliusában jelent meg az album az EMI/Harvest Records kiadásában. Az album produceri munkálatait ismét Derek Lawrence látta el, míg a lemezborítót John Vernon Lord festette. Elődjénél egy változatosabb hangszerelésű album született, ebben jobban előtérbe került Blackmore gitárja, míg az első lemezen hallható vokálok háttérbe szorultak. A hard rockosabb dalokat, azonban továbbra is nagyban befolyásolta a korszak pszichedelikus és progresszív rock zenéje.
Az albumra felkerült egy Neil Diamond- (Kentucky Woman) és egy The Beatles-feldolgozás is (We Can Work It Out), valamint az albumot záró, 10 perc feletti, Phil Spector, Jeff Barry, Ellie Greenwich által szerzett River Deep – Mountain High, amelyet Ike és Tina Turner vitt sikerre 1966-ban. Utóbbiban Richard Strauss Imigyen szóla Zarathustra költeményének bevezetőjét használta fel a zenekar. Az együttes klasszikus zenék iránti szeretete az Exposition című szerzeményben is megnyilvánult, amelyben Ludwig van Beethoven, Pjotr Iljics Csajkovszkij és Johann Sebastian Bach műveiből idéz a zenekar. A korong egyik legismertebb szerzeménye, egy instrumentális dal a bluesos Wring That Neck. Az amerikai kiadáson Hard Roadként jelent meg, mert az amerikaiak túl agresszívnak találták az eredeti címet. Az album híressé vált dalai közé tartozik a klasszikus zenei betéteket is felvonultató Anthem, egy Evans–Lord-szerzemény. A dalt bonyolult szerkezete miatt, élőben nem játszotta a zenekar. Azon kevés Deep Purple-szám egyike, ahol a nyitó Bach-jellegű téma utáni gitárjátékot Blackmore akusztikus hangszerrel játszotta fel, Lord mellotront használt, illetve a szám közepén vonósnégyes is hallható.
A The Book of Taliesyn ugyan elődjénél kiforrottabb alkotás volt, ennek ellenére az album kevesebb elismerést hozott a zenekarnak, mint elődje. Ugyan a kritikák méltatták a zenészek játékát, de azt is kiemelték, hogy a lemez nagy része nem saját kútfőből származik, a feldolgozások révén. Ezért az együttes elhatározta, hogy a következő albumára csak egy feldolgozást fog készíteni. Az album Amerikában a 38. helyig jutott, míg Kanadában a 21. helyet szerezte meg, ahol a Polydor adta ki az albumot. A sikerekben nagy szerepe volt a Kentucky Woman és a River Deep – Mountain High kislemezeknek is.
Az amerikai turnén felléptek Hugh Hefner otthonában a Playboy Mansionben is, majd a Cream búcsúturnéján voltak az előzenekar. Ebből a korból egyetlen koncertlemezük innen található, a Live at Inglewood, San Diego, october 18, 1968. Azonban a Deep Purple estéről estére nagyobb sikereket aratott, mint a Cream, ezért kivették őket a programból.

### Deep Purple(1969)
1969 januárjában ismét stúdióba vonult az együttes, hogy rögzítse harmadik nagylemezét. A felvételek márciusig tartottak, ismét Derek Lawrence produceri munkájával. A Deep Purple című album 1969 júniusában jelent meg Amerikában (Tetragrammaton), Angliában azonban csak novemberben vált hozzáférhetővé. A lemez borítója Hieronymus Bosch hírhedt, a Gyönyörök kertje festménye alapján készült. Az album kisebb botrányt okozott az Amerikai Egyesült Államokban, mert egyes lemezboltok szerint "erkölcstelen jeleneteket" ábrázolt. A lemez borítója eredetileg színesnek készült, csak nyomtatási hibák miatt lett végül szürke.
A korongra egyetlen feldolgozás került fel a Lalena képében eredetileg Leitch Donovan-szerzemény. A számban rendhagyó módon Lord hozza a basszust több helyen az orgona lábbasszus pedáljával. Különleges hangszerelési ötleteket vetettek be a többi kompozíciónál is. A "Chasing Shadows" esetében a kemény, folyamatos dobolást kézi ütősökkel is kiegészítették. A "Blind" c. számnál az együttes történetében egyedül itt használt Lord csembalót. A Fault Line c. előjátéknál egy egyszerű ütemre Lord lecsengőre beállított orgonaakkordot nyomott. Ennek a felvételnek a szalagját azután megfordították és a két gitár erre a visszafelé játszott, különleges effekthangulatú alapra improvizált rá. A The Painter c. számuk gyakorlatilag koncertfelvétel is lehetne, mindennemű stúdiótrükk nélkül egyszeri lejátszásban vették föl. A lemez utolsó dalában szimfonikus zenekar váltja az együttest, így a komolyzene hatása ezen a lemezen is erőteljesen jelen van a hard rock, a pszichedelikus rock és a progresszív rock mellett.
Az album legismertebb dala a 12 perc fölötti April egy 3 részre osztható kompozíció. Az első rész latinos, instrumentális, jelentős szerepe van az egyébként nem sokat alkalmazott akusztikus gitárnak és zongorának. A középső rész fafúvósokból és vonósokból álló kamarazenekar közreműködésével készült, már előrevetítette az 1969 decemberében megjelenő Concerto for Group and Orchestra album irányvonalát. A zárótételnél hallható egy szép ballada keretében a lemezre jellemző rockos hangzás, immáron énekkel. Lord itt még egyszer használta a mellotront, a levezető akkordok vokális aláfestéseként.
A lemez nem aratott sikert, Amerikában mindössze a 162. helyig jutott a listákon, a korábbi két album fényében kiábrándítóan rossz eredménynek számított. A zenekaron belül ekkor már egyre nagyobb volt a feszültség. Blackmore egyre inkább keményebb zenét akart játszani, azonban Simper és Evans nem díjazták a gitáros ezen ötletét. Blackmore egy egyedibb stílust szeretett volna kialakítani, ekkoriban a zenekart többször is a Vanilla Fudge formációhoz hasonlították, de Lord is erősen éreztette gyökereit (Bach, Rimszkij-Korszakov). A megjelenést követően az együttes amerikai kiadója a Tetragrammaton csődbe ment, így az együttes jövője is kérdésessé vált. Azonban viszonylag hamar szerződtette őket a Warner Bros. Records. 1969-ben egy Emmaretta című kislemez is megjelent, azonban ez nem aratott sikert. A kislemez B oldalán a Bird Has Flown szerepel, de más hangszereléssel és feljátszásban, mint a nagylemezen. Ezt követően Nick Simpert és Rod Evanst minden előzetes bejelentés nélkül kirúgták a zenekarból.
Evans egyszeri összeget kért a lelépésért, ami 10 000 font volt, a későbbi jogokról lemondva. Simper inkább választotta a továbbiakban is a jogdíjakat, ami számára is fényes jövőt hozott több százezer fonttal. A későbbi sikerek árnyékában a korábbi felvételeket is immár felfedezték és valódi értékükön kezelték.

### Concerto for Group and Orchestra(1969)
Az 1969-ben megjelent első két Led Zeppelin-album nagy szenzációnak számított az akkori zenei világban, így Blackmore is egyre inkább a hard rock felé húzta az együttest. A legenda szerint Blackmore olyan énekest keresett, aki fel tudja venni a "versenyt" Robert Planttel.
A lehetséges énekesek listáján Terry Reid is szerepelt, aki egy évvel korábban csaknem a Led Zeppelin énekese lett. Reid azonban visszautasította Blackmore ajánlatát, inkább szólókarrierjére koncentrált.
Így lett a zenekar énekese Ian Gillan, míg a basszusgitárosi posztot Roger Glover töltötte be. Mindketten az 1964-ben alakult Episode Six formációból érkeztek. Ez az együttes több kislemezt is kiadott 1969-ig, de csak mérsékelt sikereket arattak. Gillan és Glover csatlakozásával 1969 júliusában létrejött az együttes legklasszikusabb és legnagyobb sikereket hozó felállása (Mark II). Az Ian Gillan – Jon Lord – Ian Paice – Ritchie Blackmore – Roger Glover-felállású ötös nekiállt koncertezni, többek között felléptek Bilzenben és Montreux-ban is. Az új felállás egy Roger Cook – Roger Greenaway-feldolgozást rögzített elsőként. A Hallelujah címen kiadott kislemez, azonban csúfosan megbukott.
1969. szeptember 24-én, a londoni Royal Albert Hall színpadán adtak történelmi jelentőségű koncertet. A nagy hírveréssel beharangozott előadáson Jon Lord háromtételes concertóját adták elő a Royal Filharmonikus Zenekar társaságában, Malcolm Arnold vezényelt. Ez volt az első alkalom, hogy rockegyüttes szimfonikus nagyzenekari kísérettel lépett színpadra. Ugyan a Keith Emerson vezette The Nice-ot is szokták említeni mint az első szimfonikus zenekarral koncertező rockegyüttest, azonban az eseményt megörökítő Five Bridges album felvételei egy hónappal később, 1969 októberében zajlottak. Jon Lord grandiózus alkotása és a koncert Angliában is elismerésre késztette a kritikusokat, bár egyesek megjegyezték, hogy az előadásnak "nagyobb volt a füstje, mint a lángja".
Az eseményt megörökítő Concerto for Group and Orchestra album 1969 decemberében jelent meg az Amerikai Egyesült Államokban, ahol a Warner Bros. Records adta ki az albumot. Angliában 1970 januárjában az EMI/Harvest Records adta ki az anyagot, míg Kanadában a Polydor. A lemez produceri munkálatait maga az együttes látta el. Az anyag sikere okán a Deep Purple neve egyre többször forgott úgy a köztudatban, mint egy "nagyzenekarral" játszó együttes. Ennek a tagok nem örültek (főleg a keményebb hangzást erőltető Blackmore).

### In Rock(1970)
A Concerto megjelenése után az együttes lázas turnézásba kezdett, nemcsak Amerikát és Angliát érintve, hanem számos európai országot is. 1969 augusztusában stúdióba vonultak, hogy felvegyék az új felállás bemutatkozó nagylemezét. A felvételekre az IBC, a De Lane Lea és az Abbey Road stúdiókban került sor. A munka 1970 májusáig tartott, az album pedig az In Rock címet kapta. A zenei stílusra nagy hatással volt a frissen alakult szupergroup, a Quatermass hangzásvilága.
Még a lemez megjelenése előtt 1970 szeptemberében ismét szimfonikus zenekarral adtak koncertet a Royal Albert Hallban. Az est folyamán a Jon Lord szerezte Gemini Suite hangzott el. A szimfonikusokat Malcolm Arnold vezényelte, a Gemini szvit pedig öt tételt tartalmazott, teret biztosítva az együttes öt tagjának. A Concerto for Group and Orchestra folytatásaként is értelmezhető koncertelőadás hanganyaga azonban csak 1993-ban jelent meg.
Az Deep Purple in Rock albumot Angliában az EMI/Harvest Records, Amerikában a Warner Bros. Records adta ki. Az 1970. június 3-án megjelenő album produceri munkálatait maga a zenekar látta el. A korong egy új zenei világgal rendelkező együttes képét mutatta, amelyen eltűntek a korábbi popos, pszichedelikus és progresszív törekvések. Az energikus hard rock szerzeményeket tartalmazó lemez olyan dalokat tartalmazott, mint a Speed King, az Into The Fire, vagy a Flight of the Rat. A lemez leghíresebb szerzeménye a 10 perces Child in Time az Ian Gillan által kiénekelt igen magas hangokról vált híressé. A szám balladaként kezdődik, de a közepén több improvizációt is tartalmaz, amit Ritchie Blackmore Gibson ES-335 gitárral játszott fel a szokásos Fender Stratocaster helyett. Jon Lord a felvételek alatt Leslie speaker és Marshall erősítőkkel tette színesebbé hangzását. (A szám érdekessége, hogy eredetileg az It's a Beautiful Day nevű kaliforniai együttes 1969-es "Bombay Calling" száma volt, amelyet engedély nélkül használtak föl. A dolgot lerendezően, az együttes viszont felhasználhatott egy számot a Purple-től, amely az akkor sikeres "Wring That Neck" alapján átdolgozott Don And Dewey lett 1970-ben.) Az album óriási sikert aratott, Angliában a 4. helyig kúszott a lemezlistán, de Ausztráliában és Norvégiában is kimagasló eredményeket ért el. Az anyag kiváló kritikákban részesült, így nemcsak a Deep Purple-diszkográfia, hanem a rocktörténelemnek is egyik legfontosabb és legnagyobb hatású lemeze.
Még az album megjelenése előtt megjelent egy Black Night című kislemez is, ez a dal keményebb hangvételével a nagylemezt hivatott felvezetni. A kislemez az angol listán bekerült a Top 10-be is. Maga a "Black Night" dal az együttes egyik legnagyobb klasszikusává vált, néhány országban (például Mexikóban) felkerült a nagylemezre is. További érdekesség hogy a Speed King. c. számukat két időben és helyen vették föl. Az instrumentális bevezető rész csak az európai kiadáson hallható. A Warner-féle amerikai kiadáson egyből a tényleges számba csapnak.
A lemezborító az együttes tagjait ábrázolja a Mount Rushmore amerikai elnököket ábrázoló arcképeihez hasonlóan. 2000-ben a Q magazin az In Rockot a 78. helyre tette a „100 Legjobb Brit Album” listáján. A megjelenést követően az együttes In Rock World Tour címszó alatt 15 hónapig tartó világ körüli turnéra indult, s az albumhoz hasonlóan a világ minden táján elképesztő sikereket aratott.
A számokból ekkortájt rendkívül sok alternatív változatot is készítettek, valamint sok szerzeményt nem is tartottak kiadásra alkalmasnak. Ilyen kislemezváltozat lett a zongorás Speed King. Későbbi kiadású szerzemények: Cry Free (1977, Powerhouse), Grabsplatter, The Bird Has Flown gillanes változata (1977, New, Live and Rare vol.3), Jon Stew, Jam Stew.

### Fireball(1971)
Az In Rock révén a Deep Purple 1970 végére már a világ egyik legsikeresebb hard rock együttesének számított. A következő album munkálatai eltérő időpontokban zajlottak 1970 szeptemberétől 1971 júniusáig. Közben az együttes folyamatosan koncertezett világszerte. A Harvest Records (Anglia) és a Warner (USA) által, Fireball címmel kiadott album eltérő időpontokban jelent meg az egyes országokban. Kanadában és az Amerikai Egyesült Államokban 1971 júliusában, míg Angliában és Európa többi részén 1971 szeptemberében. A Londonban rögzített anyag produceri munkálatait ismét maga a zenekar látta el. Azonban nemcsak a megjelenés időpontja változott az egyes országokban hanem a lemez tartalma is. A Demon's Eye című szerzemény nem szerepelt az amerikai és japán kiadásokon, helyette a kislemezként is megjelent Strange Kind of Woman volt hallható.
Zeneileg egy kísérletezősebb, progresszívabb album született, mint az In Rock. A dalok kevésbé sikerültek keményre, az albumon a változatosság került előtérbe. Az előző anyagra hajazó gyors címadó dal a koncertek állandó darabjává vált, de emellett olyan szerzemények kerültek fel a korongra, mint a countryhatású Anyone's Daughter, amelyben Gillan humora is szerepet kapott, vagy a nagyrészt instrumentális The Mule rendszerint Ian Paice dobszólóját hivatott felvezetni a koncerteken. Az album leghosszabb szerzeménye a Fools tartalmazta Blackmore hírhedt csellószerű gitárjátékát. A dal közepén Blackmore komolyzenei ihletésű lassú melódiát játszik, amely úgy szól, mintha vonós hangszeren lenne előadva. A gitáros a hangerőszabályzó potméter csavargatásával érte el ezt a hatást, e megoldást azóta számtalan gitáros alkalmazza. Ugyan az együttes nem tartja egy klasszikus alkotásnak az albumot, Ian Gillannek a mai napig a Fireball a kedvenc Deep Purple-albuma.

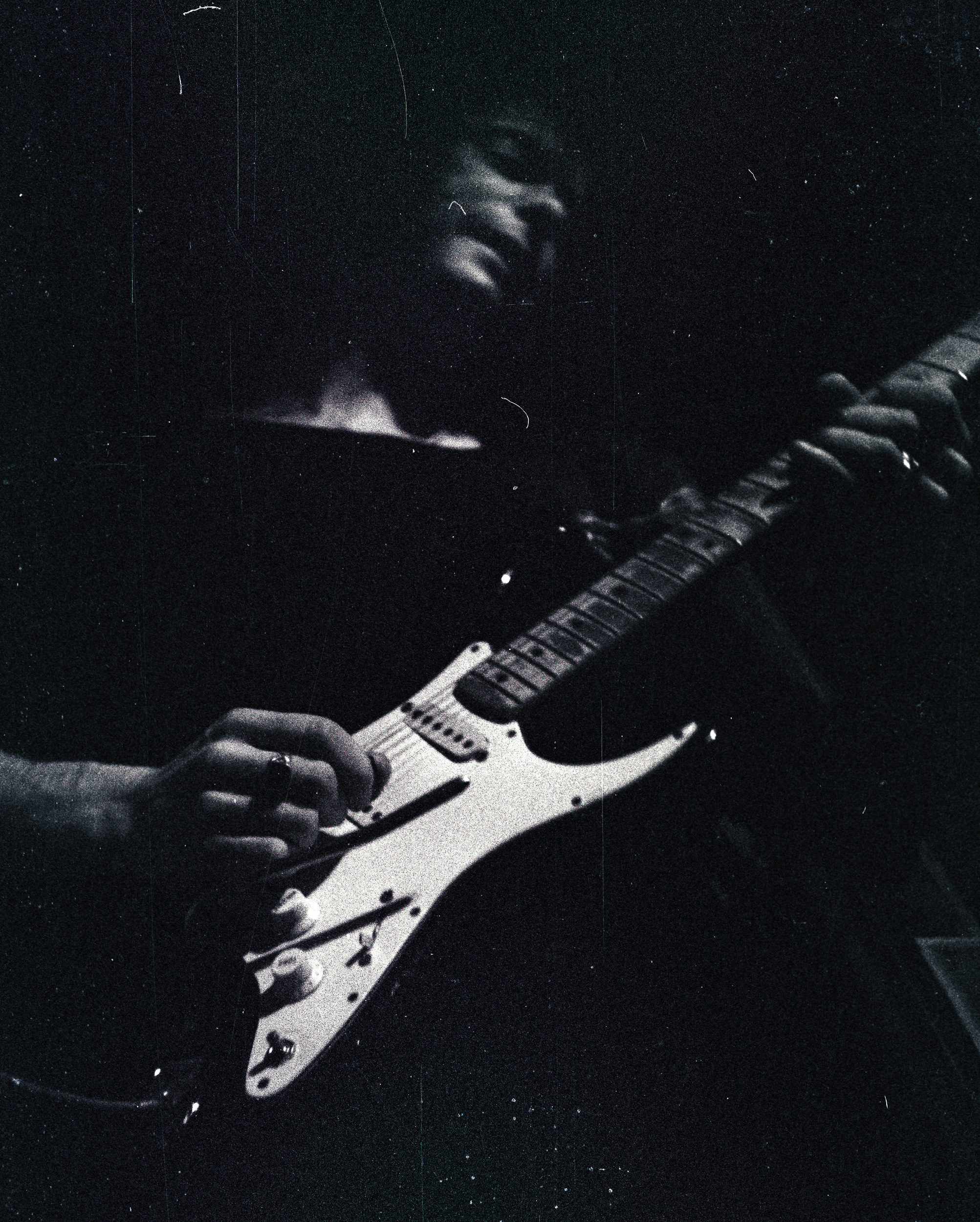
Ritchie Blackmore, a Deep Purple egykori gitárosa.

A kritikusok ismét dicsérték a zenekart, maga az album pedig az angol lemezlista 1. helyén nyitott. Az USA-ban 2001-ben aranyozódott be a Fireball, miután több mint 500 ezer darabot adtak el belőle.
Az album, csakúgy mint az In Rock ma már klasszikusnak számít, olyan muzsikusokat indított el a zenészi pályán, mint például Lars Ulrich a Metallica dobosa.
Szintén születtek olyan szerzemények, amelyek akkor csak kislemezre kerültek, mint az I'm Alone, vagy a Freedom és a Slow Train, amelyek csak az 1996-os ünnepi CD-n láttak napvilágot.
A megjelenést ismét temérdek mennyiségű élő fellépés követte, majd a zenekar számtalan tv-fellépést is elvállalt. A turné alatt az együttes már írta az új dalokat a következő lemezére, így még a megjelenés napja előtt előadták egyes koncerteken a Highway Star című dalt.

### Machine Head,Made in Japan(1972)
Miközben folyt a Fireball album turnéja, a zenekar már írta a következő album dalait. A későbbi Highway Star "elődjét" a turné első portsmouthi koncertjére vezető úton írták a turnébuszban – és elő is adták élőben – válaszul egy újságírónak, aki megkérdezte, hogy állnak új számok írásával. A dal ebben a formájában az 1971-es berlini videófelvételen látható. Az együttes 1971 decemberében Svájcba utazott, hogy rögzítse hatodik nagylemezét. A felvételekre Montreux-ban került sor december 6-a és december 21-e között. Az anyag 1972. március 1-jén jelent meg az EMI és a Warner Bros. Records kiadásában. Az album a Machine Head címet kapta, a felvételek eredetileg pedig a Rolling Stones Mobile Studióban zajlottak volna, de ez a terv Gillan májgyulladása miatt nem valósult meg. A zenekar ezt követően utazott Svájcba. A felvételek Svájcban készültek, a montreux-i Grand Hotelben. A helyi lakosság gyakran panaszkodott a hangerő miatt, így az együttes kénytelen volt hangszigetelő matracokat használni a felvevő helyiségben.
A Machine Head megjelenésével a zenekar mind művészileg, mind kereskedelmileg a csúcsra ért. Máig ez a legsikeresebb albumuk, megjelenésekor Angliában listavezető lett, de az USA-ban is a 7. helyig jutott, ahol 118 hétig maradt benn a Billboard 200-as listájában. Az album felbecsülhetetlen hatást gyakorolt a heavy metal műfaj fejlődésére is, a Led Zeppelin cím nélküli  (Led Zeppelin IV) és a Black Sabbath Paranoid albuma mellett, gyakran a brit hard rock/heavy metal harmadik legfontosabb lemezeként emlegetik. Az album olyan klasszikusokat tartalmazott, mint a koncertek állandó nyitódarabjává váló Highway Star (akkordmeneteit Blackmore egy Bach-téma hatására dolgozta ki) a közönségkedvenc Lazy, vagy a koncerteken improvizációkkal kiegészített Space Truckin. A Smoke on the Water pedig a zenekar leghíresebb dalává vált, ennek kezdő gitárriffje a 20. századi zenetörténelem egyik leghírhedtebb momentumává vált. Az "évezred gitárriffje" címet is birtokló dal arról is híressé vált, hogy a legtöbb rockgitáros általában ezt a dalt tanulja meg először. A dal megtörtént eseményről szól: a felvételek ideje alatt Frank Zappa Montreux-ben tartott épp koncertet, aminek során a helyszínül szolgáló kaszinó kigyulladt. Gillan állította, hogy látott egy alakot, aki jelzőrakétát lőtt a sátor mennyezetébe, az gyújtotta fel az épületet.

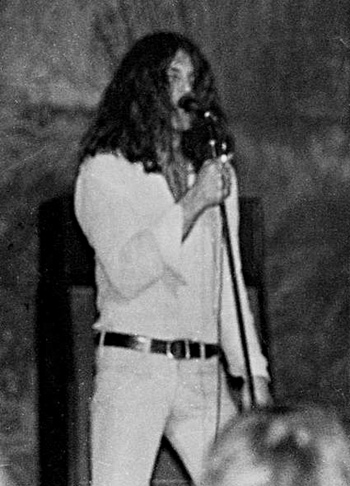
Ian Gillan a közepes hangfekvésekben is erőteljesen énekelt, de hangjának igazi különlegességét legendássá vált sikolyai adták.

Az album nemcsak kereskedelmileg aratott óriási sikert, de a kritikák is kedvezőek voltak. Lester Bangs, a Rolling Stone kritikusa dicsérte a lemezt, bár egyes dalszövegeket gyengének talált. Eduardo Rivadavia, az AllMusic kritikusa pedig minden idők egyik legalapvetőbb hard rock albumának nevezte a korongot.
Ekkoriban a "világ leghangosabb" zenekarának is hívott Deep Purple, már olyan sikereket tudhatott magáénak, hogy azzal csak a Led Zeppelin és a Black Sabbath vetekedhetett a hard rock/heavy metal előadók közül. Ian Gillan a középfekvésekben is erős, de a magasabb regiszterekben is tiszta énekhangja, Blackmore egyedi és energikus gitározása, Lord hol klasszicizáló, hol lírai orgonajátéka, valamint a Glover–Paice-ritmusszekció feszes, ötletes alapozása adta az alapját az együttes sajátos zenei világának. Az album megjelenése után, 1972. március 18-án megjelent egy Never Before című kislemez, B oldalán helyett kapott az együttes egyik leghíresebb lírai szerzeménye a When a Blind Man Cries is.
Ezt követően világ körüli turnén vettek részt, amelynek egyes állomásain a skót Nazareth volt az előzenekar. Négy észak-amerikai turné után az együttes 1972 augusztusában Japán felé vette az irányt. A tokiói és oszakai koncertek rögzítésre is kerültek, egy koncertlemez kiadásának céljából. Az EMI és a Warner Bros. Records kiadásában megjelenő Made in Japan tökéletes lenyomata a csúcskorszakát élő együttes élő fellépéseinek. A hosszas improvizációkkal, dzsemmelésekkel tarkított dalokat augusztus 15-e és 17-e között rögzítette a zenekar. A dupla formátumban megjelenő album (amelyet kiegészítettek egy koncert Black Night kislemezzel) világszerte óriási sikert aratott, szokás minden idők egyik legjobb koncertlemezének is nevezni. Az anyag eredetileg csak Japánban került volna kiadásra, de az együttes látván a sikert, belement a nemzetközi terjesztésbe is. Jon Lordnak ez a kedvenc Deep Purple-albuma két hét alatt platinalemezzé vált. A ma már legendás koncertlemez hatását mi sem bizonyítja jobban, minthogy a Dream Theater 2006-ban kétszer is előadta a teljes albumot. A koncertekről készült felvétel az együttes saját kiadójánál, az YtseJam Recordsnál vált hozzáférhetővé.
1972-től Blackmore és Gillan között azonban eléggé ellenségessé vált a légkör. A koncertlemez szerkesztését is Glover és Paice felügyelte csak. Blackmore a zenekarból már ekkor ki akart válni. Mivel a Deep Puple ekkoriban a világ egyik legismertebb rockzenekarának számított, a menedzserek a felbomlást megelőzendő további turnésorozatra küldték a zenekart.

### Who Do We Think We Are,Burn(1973–1974)
Az együttes még a Machine Head turnéja alatt elkezdte írni következő albumának dalait. A felvételek a Rolling Stones Mobile Studio segítségével Róma és Frankfurt városában kerültek rögzítésre, 1972 júliusában és októberében. Az anyag produceri teendőit ismét a zenekar látta el. Az album Who Do We Think We Are címmel 1973. január 26-án (USA) és 1973 februárjában (Anglia) jelent meg az EMI és a Warner Bros. Records kiadásában. Az album ugyan sikeres volt, de elődjéhez képest visszafogottabb eladásokat produkált. Angliában a 4., míg az Amerikai Egyesült Államokban a 15. helyig jutott a lemezlistákon. Utóbbi országban 1973. április 11-én vált aranylemezzé, miután eladták belőle az 500 ezredik példányt is.
A korong Svédországban, Norvégiában, Olaszországban és Ausztriában is a listák élére került.
Ugyan zeneileg egy erős album született, a Who Do We Think We Are nem vált akkora klasszikussá, mint három elődje. Az 1970 és 1973 között készült négy stúdióalbum közül sokan ezt a lemezt tartják a leggyengébbnek. A korongról csak a klasszikus Blackmore-riffel indító Woman from Tokyo vált slágerré, amelyet az együttes a koncerteken akkor soha nem játszott. Emellett a lemez olyan dalokat is tartalmazott, mint a rock 'n' rollos Smooth Dancer vagy a bluesos Place In Line. Blackmore próbálta Gillan formabontó újításait megnyirbálni (Our Lady, Painted Horse), ám Gillan több helyen ennek keményen ellenállt.
Az albumot már a kritika sem dicsérte annyira, mint elődjeit, a zenekaron belüli feszültség pedig egyre csak nőtt. Főleg Gillan és Blackmore viszonya kezdett egyre jobban elmérgesedni. Gillan koncertteljesítménye ekkoriban már meglehetősen ingadozó volt, ezt Blackmore gyakran a szemére vetette. A gitárosnak egyre inkább nem tetszett Gillan hangja, és ezen véleményét nem rejtette véka alá. Kettejük viszonya odáig fajult, hogy Gillan megpofozta Blackmore-t, de úgy, hogy az énekesnek eltörött a keze. Blackmore ez idő tájt egyre inkább hajlott a más zenészekkel való munkára, többek között ekkor ismerte meg Ronnie James Dio énekest is, akit Roger Glover mutatott be neki (Dio később Blackmore zenekarának, a Rainbow-nak az énekese lett).
A Who Do We Think We Are megjelenése után az együttes június végéig még turnézott a világ körül, de ekkoriban már igencsak kérdéses volt a csapat jövője. Az új lemezről mindössze a "Mary Long" c. számot játszották, azt se mindig. Ennek ellenére 1973-ban a Deep Purple volt a "legkeresettebb művész" az Amerikai Egyesült Államokban. Tovább rontotta a helyzetet, hogy Blackmore májgyulladást kapott. A Lord–Glover–Paice–Blackmore–Gillan-felállású Deep Purple utolsó koncertjére 1973. június 29-én Oszaka városában került sor. Gillan a befejező szám a Space Truckin után tudatta a közönséggel, hogy elhagyja a zenekart. A csalódott, feldühödött közönség a küzdőtéren elhelyezett székeket összetörte. Ian Paice a dobszerelését a színpadon felrúgta, majd átgázolt rajta. Az eset után Roger Glover is elhagyta az együttest.
Gillan Ian Gillan Band néven új együttest hozott létre, amely egy jazz-rockosabb irányba indult el. Az énekes Gillan névre keresztelt formációjával tért vissza a hagyományosabb hard rockhoz, 1978-ban.
Roger Glover producerként dolgozott tovább, többek között olyan együttesek számára, mint a Judas Priest vagy a Nazareth. Emellett 1976–77-ben szerepelt David Coverdale szólózenekarában is.

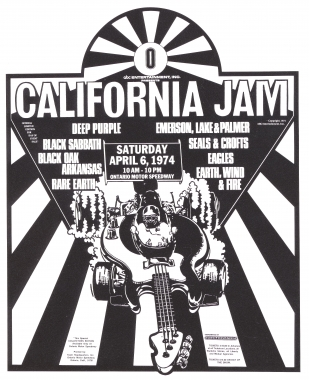
A California Jam fesztivál plakátja. Az 1974. április 16-án megrendezésre került fesztiválon több mint 200 ezer ember vett részt.

Lord, Paice és Blackmore ismét hármasban maradt, majd nekiláttak új tagokat keresni. Az eseményeket nagy kíváncsisággal figyelte a korabeli rocksajtó. Roger Glover helyére Glenn Hughes került, a mérsékelten sikeres Trapeze zenekarból. A Trapeze több albumot is kiadott 1969-es megalakulása óta, ezeken a bluesalapú hard rockot funkhatásokkal tették színesebbé. Az új énekes személye azonban szájhúzásra késztette a rajongókat és a zeneipart is. A legtöbben úgy gondolták, hogy egy ismert énekes fogja átvenni Ian Gillan helyét, erre az együttes egy teljesen ismeretlen énekest mutatott be, az 1951-ben született David Coverdale személyében.
Blackmore-nak tetszett Coverdale férfias, bluesos hangja, így Coverdale vetélytársa Angus Cameron McKinlay sohasem lehetett Deep Purple-énekes. (Glenn Hughes még Coverdale érkezése előtt meg volt róla győződve, hogy a Deep Purple Paul Rodgers egykori Free-énekes bevételét tervezi, ám Rodgers pont ez idő tájt indította be a Bad Companyt.) Így 1973 júniusában kialakult a Deep Purple harmadik felállása (Mark III).

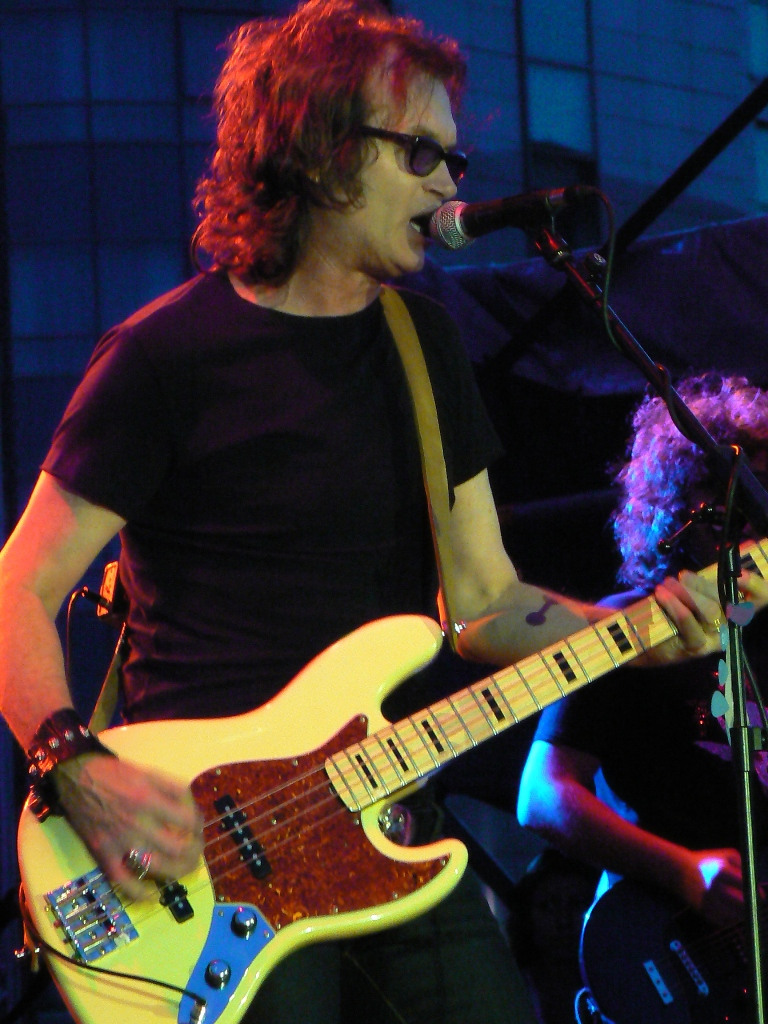
Glenn Hughes 1974-ben lett az együttes tagja. A fotó 2007-ben készült.

Az új felállású együttes 1973 novemberében Svájcba utazott, hogy elkészítse a soron következő nagylemezt. A Burn címet kapott album felvételeire 1973 novemberében kerített sort a zenekar, produceri munkálatait szokásukhoz híven maguk látták el. Az albumot az EMI mellett az együttes saját kiadója a Purple Records jelentette meg, 1974. február 15-én. Az anyag nyitó- és címadó dala a Burn hamar klasszikussá vált, kezdő gitártémája az egyik legismertebb Blackmore-riff. Emellett még a Mistreated ballada a legismertebb az albumról, Coverdale bizonyította énekesi kvalitásait. Mivel Glenn Hughes Coverdale-hez hasonlóan elképesztő hangterjedelemmel rendelkezett, a zenekar kihasználta az ő hangját is, így a dalokat Hughes és Coverdale énekelte koncerten és lemezen egyaránt. Ketten olyan vokális megoldásokat dolgoztak ki, amelyeket korábban nem lehetett hallani az együttestől. Maga az album ismét egy kreatív és ereje teljében levő együttest mutatott, amely zenéjébe nem fél belecsempészni a funkhatásokat sem. Bár ezek a Covardale és Hughes személyéhez köthető momentumok csak a következő két albumon váltak hangsúlyossá.
Az együttes 1974. április 16-án fellépett a hírhedt California Jam fesztiválon is, amelyen több mint 200 ezer ember vett részt. A rocktörténelmi eseményt az USA-ban közvetítette az ABC televízió is. Olyan együttesek léptek még fel, mint a Black Sabbath, az Emerson, Lake & Palmer, az Earth, Wind & Fire, az Eagles, a Seals and Crofts, a Rare Earth vagy a Black Oak Arkansas. Az eseményt világ körüli turné követte, miközben a Burn album olyannyira sikeresnek bizonyult, hogy Amerikában bekerült a Top 10-be is.

### Stormbringer,Come Taste the Band, feloszlás (1974–1976)
1974-ben a Deep Purple-nek már évek óta szupersztárgázsi járt egy-egy koncertért, nem volt ritka eset, hogy 20-30 ezer dollárt kaptak egyetlen fellépésért. Ekkoriban az együttes egyik menedzsere Tony Edwards a csapat körüli tevékenységét védencére Rob Cooksey-ra bízta. Az együttes és menedzserei az angol adótörvények elől menekülve áttették székhelyüket különböző országokba (a zenekar Kaliforniában székelt, Edwards Olaszországot választotta, John Coletta pedig Párizsba költözött). Ez az eset jól példázta, hogy az együttes és a szakemberek között egyre hűvösebbé vált a viszony. Azonban a zenekari tagok között is volt némi konfliktus, főleg Hughes és Coverdale között. Mindkettejük egyre többet akart énekelni, ami konfliktusokhoz vezetett. 1974 augusztusában bevonultak a müncheni Musicland Studiosba, hogy felvegyék az új albumot. Az 1974. december 10-én az EMI/Warner Bros. Records kiadásában megjelenő album produceri munkálatait, a zenekar mellett Martin Birch látta el. A Stormbringer címet kapott album borítójának alapját egy híres fotó szolgáltatta, amit Lucille Handberg készített 1927. július 8-án. Handberg a Jasper (Minnesota állam) városa felé közeledő hurrikánt fényképezte le. A "Stormbringer" kifejezés korábban pedig Michael Moorcock több regényében is olvasható mágikus kardot jelent.
Zenei szempontból felerősödtek a funk- és a blueshatások egyáltalán nem tetszettek Blackmore-nak. A gitáros azonban nem tiltakozott, inkább beletörődött a ténybe, hogy Hughes és Coverdale egyre jobban belefolyik a dalszerzésbe. Hughes a funk-, míg Coverdale a bluesvonalat erőltette. Az olyan dalokat, mint a Lady Double Dealer, a The Gypsy, vagy az album talán legismertebb dala a Soldier of Fortune, gyakran játszották a rádiók is. Tovább nőtt a zenekaron belüli feszültség, mikor Blackmore a Quatermass Black Sheep of the Family című dalát akarta eljátszani, de a többiek leszavazták az albumról (ez később a Rainbow első albumán jelent meg). A jól csengő Deep Purple név ismét listás sikereket hozott. Amerikában a 20. helyre, míg Angliában a 6. helyre került az album. A lemez a rajongók többségének csalódást okozott, a kritikusok pedig a valaha született leggyengébb Deep Purple-albumnak tartották. A megjelenést ismét világ körüli turné követte, az Elf előzenekarral. Blackmore egyre inkább szimpatizált Ronnie James Dióval, az Elf énekesével, de Jon Lord is elindult a saját útján, Tony Ashton és Ian Paice társaságában adott egy koncertet szeptember 15-én. Ennek ellenére a Deep Purple iránt óriási volt az érdeklődés. 1974. szeptember 18-án, Brémában óriási botrányt keltettek, mikor a 4000 férőhelyes csarnokon kívül maradt 12 ezer rajongó kövekkel kezdte hajigálni az épületet. A tömeget a rendőrség könnygázgránátok bevetésével oszlatta szét.
1975 márciusában Belgrádban adtak koncertet, ahol Blackmore összetörte a gitárját, majd bejelentette távozását. Ezt követően Ronnie James Dióval, valamint az Elf tagjaival létrehozta a Rainbow együttest, mellyel jelentős sikereket ért el.
A négyesben maradt Deep Purple több tagja is projektekbe fogott. Jon Lord nekilátott Sarabande című szólóalbuma munkálatainak, ami 1976-ban jelent meg, Glenn Hughes pedig David Bowie-val tervezett közös lemezt. Az együttes nekiállt megkeresni Blackmore utódját. Az első jelölt Clem Clempson volt, aki olyan zenekarokban játszott korábban, mint a Humble Pie, a Colosseum, vagy a Greenslade. Coverdale felvetette az ötletet, hogy mi lenne ha Tommy Bolint kérnék fel az együttműködésre. Bolin azonban később úgy nyilatkozott, hogy magától jelentkezett a meghallgatásra. A korábban számtalan együttesben megforduló (Zephyr, Denny & The Triumphs, American Standard) Bolin Billy Cobham legendás 1973-as Spectrum albumán is gitározott, amely a korszak egyik legünnepeltebb fúziósjazz-albuma volt. A félig indián származású Bolin elfogadta a meghívást, akinek bluesos, jazzes stílusa nagyon megtetszett az együttesnek, habár technikailag nem volt olyan képzett, mint Blackmore. A Bolin–Lord–Paice–Coverdale–Hughes-felállás a Deep Purple negyedik felállása volt (Mark IV), s ez 1975 júniusában szilárdult meg.
Ugyan Bolinnak 1975-ben jelent meg Teaser című szólóalbuma nem akadályozta a Deep Purple új albumának stúdiómunkálatait, amelyek 1975 augusztusától, 1975 szeptemberéig tartottak. A produceri munkához az együttes ismét Martin Birch szakembert kérte fel, az albumot pedig az EMI és a Warner Bros. Records adta ki, 1975. október 10-én. A müncheni Musicland Studiosban rögzített Come Taste the Band címet kapott anyag ismét erősen a funk és a blues befolyása alatt készült, de több hard rockos pillanatot tartalmazott, mint elődje, valamint jobb kritikákban is részesült.
A lemezre rögzített énektémák nagy részét Hughes énekelte, ezek közül a Gettin' Tighter és a You Keep on Moving a koncertek állandó darabjává váltak. Az anyag nem aratott akkora sikert, mint elődjei, ezáltal rendesen megosztotta a rajongótábort. Egyesek dicsérték a zene színvonalát, valamint a Bolin–Coverdale–Hughes-trió dalszerzői tehetségét, mások azonban nem is tekintették „igazi” Deep Purple-korongnak (az utóbbiak táborát erősíti Ian Gillan is). Angliában csak a 19. helyig jutott az anyag, míg Amerikában a 43. helyig tudott emelkedni. Angliában 60 ezer darabot adtak el belőle a megjelenéskor.
A megjelenést követő turné 1975 végén indult új-zélandi és ausztráliai dátumokkal. Indonéziában az együttes menedzsere Rob Cooksey ajánlatot kapott, hogyha leköt 7000 embernek két koncertet, akkor 11 ezer dollárt kapnak cserébe. A nevetségesen alacsony gázsi miatt komoly vita alakult ki, ennek következtében az együttes testőre Patsy Collins egy liftaknába esett. A hatemeletes zuhanás után elvitte a mentő, de útközben meghalt. Cooksey-t, Glenn Hughest és egy másik testőrt gyilkosság vádjával letartóztatták. A történtek ellenére az együttesnek meg kellett tartania a koncertet, ami mindössze 20 percig tartott, miután zavargás tört ki a nézőtéren. Az együttes tagjai 2000 dollár fejében visszakapták útlevelüket és elhagyhatták az országot.
A drogfüggő Tommy Bolin a turné alatt olyannyira belőtte magát, hogy nem tudta a bal kezét mozgatni. A koncertek lemondása azonban további botrányokat okozott volna, így a színpadon Bolin csak a legegyszerűbb akkordokat tudta lefogni, a szólókat pedig Jon Lord játszotta.
Az 1976. januári amerikai turnén Bolin már rendbe jött, azonban a zenekaron belül egyre rosszabb lett a hangulat. Tovább rontott a helyzeten, hogy az európai rajongók nem fogadták el Blackmore helyén Bolint. Az együttes olyan gyenge koncerteket produkált, hogy azt Lord és Paice már nem bírta elviselni, ezért 1976. március 15-én a liverpooli Empire Theatre-ben adott koncert közben felkeltek hangszerük mögül és vissza sem jöttek többé.
Ezzel egyértelművé vált, hogy a Deep Purple befejezte pályafutását. Ugyan a sajtóban megjelentek olyan kijelentések, miszerint a zenekar a csúcson akarja abbahagyni, ezeket a mondatokat azonban maga a zenekar sem vette komolyan.
A feloszlást követően Bolin Jeff Beck mellett bukkant fel, azonban az együttműködés nem tartott sokáig, ugyanis Bolin 1976. december 4-én drogtúladagolásban elhunyt. Lord és Paice Tony Ashtonnal fogott össze. A Paice, Ashton & Lord 1977-ben egy Malice in Wonderland című albumot adott ki, majd Lord és Paice is David Coverdale Whitesnake-jében kötött ki. Hughes egy szólóalbumot adott ki, de dolgozott számtalan előadó mellett Pat Travers gitárossal is, majd a Black Sabbath tagja lett, mígnem szólókarrierbe kezdett.

### Újjáalakulás, Perfect Strangers, The House of Blue Light (1984–1988)
1980-ban a Long Beach-i arénába koncertet hirdettek, miszerint fellép a "The New Deep Purple" a speciális vendég pedig Rod Evans lesz. A hír nem volt igaz, mindössze Rod Evans az együttes korábbi énekese így akart extra bevételekhez jutni. Az együttes tagjai a Los Angeles Times hasábjain tisztázták a szituációt, Evanst pedig 672 ezer dollár kártérítésre szólították fel, mert jogtalanul használta a Deep Purple nevet.
1984 áprilisában a Friday Rock Show-ban bejelentették, hogy újra összeáll a klasszikus Lord–Gillan–Glover–Blackmore–Paice-felállású Deep Purple. Habár Ian Paice dobosnak érvényes szerződése volt Gary Moore-ral, a gitáros nem akart útjába állni az újraegyesülésnek, így nagylelkűségéből kifolyólag megtörtént az újraegyesülés. Az együttes a PolyGram Records és a Mercury Records kiadókhoz szerződött, majd 1984 augusztusában stúdióba vonult, hogy rögzítse visszatérő albumát. Az együttes által producelt album 1984. szeptember 16-án jelent meg.
A Perfect Strangers címet kapott korongot óriási várakozás előzte meg, így az album 5. lett az angol, míg 17. az USA lemezeladási listáin. Utóbbi országban 28 hétig szerepelt a Billboard 200-as listáján. Az album Németországban, Norvégiában és Ausztriában is bekerült a Top 20-ba.
Az album vegyes fogadtatásban részesült Deborah Frost a Rolling Stone kritikusa mindössze két csillagot adott rá a lehetséges ötből, de az AllMusic is csak két csillaggal jutalmazta. A korong inkább az évek múlásával győzte meg a kritikusokat, a rajongók már a megjelenéskor is szorgalmasan vették. Az album az együttes egyik legkeményebb lemeze lett, csupa súlyos dal került fel rá. A címadó Perfect Strangers kislemezen is megjelent, 1985-ben. A nagylemez érdekessége, hogy a dalokat Gillan, Blackmore és Glover írta, Paice és Lord csak a Nobody's Home című számban szerepel szerzőként. A korongról a nyitó Knocking at Your Back Door az egyik legismertebb dal a koncertprogramban is helyt kapott, de ezen a korongon szerepel a Gypsy’s Kiss is, az együttes egyik leggyorsabb dala. A kazetta és későbbi CD-változatra a Son Of Alerik és a Not Responsible című dal is felkerült, azon kevés Purple-dalok egyike, amelyekben káromkodás hallható.

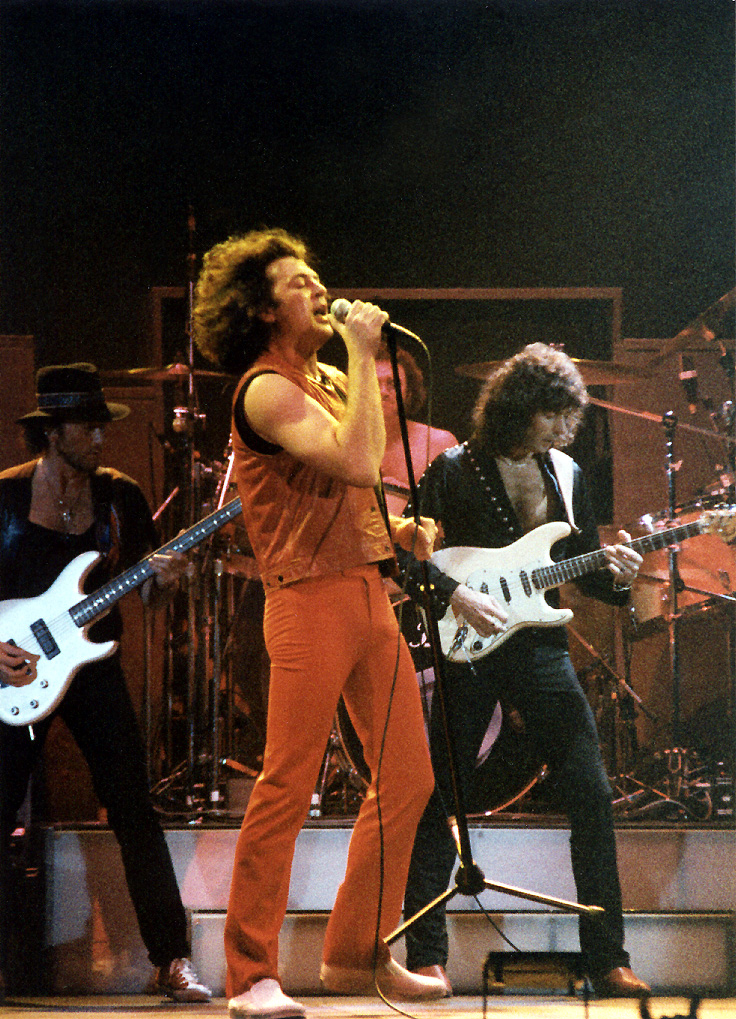
Deep Purple-koncert 1985. január 31-én San Franciscóban.

A lemezt követő turnéra olyan hamar elkeltek a jegyek, hogy az együttesnek be kellett iktatnia még néhány állomást az eredeti programba, hogy minden rajongó láthassa őket. A világ körüli turné pénzügyi szempontból is óriási sikert aratott. Az együttes szerepelt az 1985-ös Knebworth fesztiválon is. Ez a koncert az év egyik legnagyobb zenei eseményének számított. Ugyan a Return Of The Knebworth Fayre című előadáson szakadt az eső, ennek ellenére több mint 80 ezer ember nézte meg őket. A fesztiválon még fellépett a Scorpions, Meat Loaf, a Bernie Marsden's Alaska, a Mama's Boys, a Blackfoot, a Mountain és az UFO is. A koncertet az 1991-ben megjelent In the Absence of Pink album dokumentálta.
Az együttes a világturné lecsengése után ismét stúdióba vonult. Saját producerkedésével készítette el 1986-ban az együttes 12. nagylemezét, amelyet a Mercury Records és a Polydor Records adott ki. Az 1987. január 12-én The House of Blue Light címmel megjelenő albumot nagyrészt pozitívan fogadta a kritika. Az anyag szemben a Perfect Strangers már-már heavy metalos keménységével egy könnyedebb hangvételű album lett, egyes dalain érezni lehetett a korszak slágercentrikus rockbandáinak a hatását. Gillan elárulta, hogy szerinte az albumból hiányzik a "lélek", Lord pedig nagy hibának tartotta, hogy megpróbálták "modernizálni a zenekar hangzását".
Az anyag a rajongók között is meglehetősen vegyes fogadtatásban részesült. Bad Attitude dalára videó is készült .
Az együttes a kislemezként kiadott Call of the Wild dalt is megfilmesítette , míg a Mad Dog a zenekar keményebb oldalát villantotta meg.
A megjelenést újabb világ körüli turné követte, ennek során Magyarországon is felléptek. 1988-ban egy Nobody’s Perfect című koncertalbum jelent meg, amelyen helyet kapott a Hush új stúdióváltozata is, az együttes fennállásának 20. évfordulója alkalmából. Ekkortájt Gillan és Blackmore között ismét megromlott a viszony. Blackmore többször az énekes szemére vetette, hogy az évek múlásával igencsak megkopott a hangja. Blackmore kijelentésében volt igazság, ennek ellenére Gillan ismét megharagudott. 1989-ben végül távozott is az énekes.

### Slaves and Masters, The Battle Rages On (1989–1994)
Ian Gillan utódja a Survivor-frontember Jimi Jamison lett volna, azonban Jamison szerződéses kötelezettségei miatt ez nem valósult meg. Ezt követően a zenekar úgy döntött, hogy Ritchie Blackmore Rainbow-jának egykori énekesét Joe Lynn Turnert veszik be az együttesbe. A Blackmore–Glover–Paice–Lord–Turner-felállás megszületésével, 1989 decemberében kialakult a Deep Purple ötödik felállása (Mark V). A zenekar ezt követően stúdióba vonult, hogy rögzítse 13. nagylemezét. A BMG (Anglia), és az RCA (USA) által kiadott album, 1990 októberében Slaves and Masters címmel jelent meg. A Roger Glover producerkedésével készült albumon, a The House of Blue Light anyaghoz hasonlóan ismét erősen jelen volt az amerikai arena rock hatása is. Az anyagot a kritika nem fogadta lelkesen, de a rajongókat is eléggé megosztotta az anyag. A "Deep Rainbow"-nak is csúfolt album olyan dalokat tartalmazott, mint a Fire in the Basement, vagy a kislemezként is kiadott King of Dreams, erre videót is forgattak . A Love Conquers All szintén meg lett filmesítve , kislemezként is megjelent, 1991-ben. A Too Much Is Not Enough számnak pedig Al Greenwood volt a társszerzője, aki a Foreignerben kezelte a billentyűs hangszereket 1976 és 1980 között. A stúdiózás során született meg a Slow Down Sister is, ez azonban nem került fel a nagylemezre, de ugyanígy járt a Fire Ice and Dynamite című szerzemény is, amely az azonos című filmben is felcsendült.
A megjelenést követően a zenekar világ körüli turnéra indult. Ennek során Izraelben is koncerteztek. Az európai turné pénzügyileg is sikert aratott, sokan dicsérték az együttes színpadi produkcióját. Ebben nagy szerepet játszott az is, hogy a Slaves and Masters dalai mellett, a koncertprogram nagy részét az MK II felállás által írt dalok, valamint a Burn tették ki. A turné végeztével ez a felállás nekilátott megírni a következő nagylemezt, ám a dalokat Joe Lynn Turner már nem énekelhette fel. Az együttes 1993-ban ünnepelte fennállásának 25 éves jubileumát, ezért a kiadó azt tanácsolta, hogy hívják vissza Ian Gillant. Jon Lord ekkoriban azt nyilatkozta, hogy Ian Gillan a legmegfelelőbb énekes a Deep Purple számára, így a zenekar is örömmel hívta vissza Gillant. Kivéve Blackmore-t, akit csak 250 ezer dollárral lehetett meggyőzni.

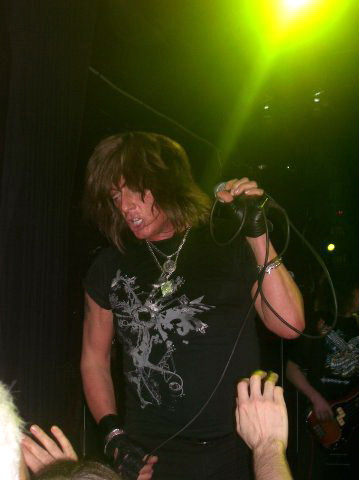
Joe Lynn Turner énekessel mindössze egy Deep Purple-album készült (Slaves and Masters, 1990). Ez idő alatt a vele felálló Deep Purple megkapta a "Deep Rainbow" gúnynevet. Turnernek Ian Gillan visszatérése miatt 1992-ben távoznia kellett a zenekarból. Ezen kívül Turner olyan előadók lemezein volt hallható, mint a Rainbow, Yngwie J. Malmsteen, Brazen Abbot, de szólólemezei mellett Glenn Hughes társaságában is adott ki lemezt.

Ezt követően a Gillan–Glover–Paice–Lord–Blackmore-felállású zenekar (utoljára) stúdióba vonult, hogy rögzítse 14. nagylemezét. Az 1993 júliusában megjelenő The Battle Rages On című albumot Angliában a BMG, míg az USA-ban a Giant Records adta ki. Az anyag produceri munkálatait Thom Panunzio és Roger Glover látta el. Az anyag ugyan méltó a Deep Purple névhez, de nem győzte meg maradéktalanul a kritikusokat. Ennek ellenére a címadó The Battle Rages On a későbbi koncerteken is sikert aratott. Az album másik leghíresebb szerzeménye az Anya.
Joe Lynn Turner a "The Cattle Grazes On" ("a csorda legel tovább") kifejezéssel illette az albumot. Ezzel arra utalt az énekes, hogy a The Battle Rages On eredetileg sokkal keményebb hangzású albumnak készült, de a visszatérő Ian Gillan átdolgozta a dalok jó részét.
Újdonságot jelentettek a lemez borítóján megjelenő okkult szimbólumok is, amelyek iránt korábban a zenekar egyáltalán nem mutatott érdeklődést. Az albumot promotáló turné ismét sikeresnek bizonyult, ám Blackmore és Gillan kapcsolata ismét rosszra fordult. Blackmore nem volt elégedett Gillan énekteljesítményével, ezért 1993 novemberében kilépett az együttesből. Ezt követően kiadott egy Rainbow-albumot, majd feleségével Candice Night énekesnővel 1997-ben létrehozta a Blackmore’s Night együttest, mellyel a mai napig folk- és reneszánsz hangulatú lemezeket készít.
A Deep Purple ezt követően 1993 decemberében megtalálta Blackmore utódját. Az együttes új gitárosa Joe Satriani lett, aki szólólemezei révén ekkor éppen kereskedelmi sikereinek a csúcsán volt. A modern rockgitározást nagymértékben befolyásoló Satriani csatlakozásával, 1993 decemberében létrejött a Lord–Glover–Paice–Gillan–Satriani-felállás. Ez a Deep Purple hatodik felállását jelenti (Mark VI). Az új felállás Új-Zélandon és Ausztráliában is adott koncerteket. Satriani hiába pótolta kiválóan Blackmore-t, szerződéses kötelezettségei nem tették lehetővé, hogy az együttessel maradjon. Kiválása után egy Come Hell or High Water című koncertlemez jelent meg, melyen 1993 őszén készült felvételek voltak hallhatóak. Az albumon még az MK II felállás volt hallható, Satrianival nem készültek felvételek.

### Purpendicular, Abandon (1994–1999)
Miután Satriani kénytelen volt elhagyni a zenekart, a Deep Purple ismét gitáros nélkül maradt. Az együttes választása Steve Morse-ra esett, aki korábban a Dixie Dregs zenekarban szerzett magának komoly gitárhősi hírnevet, de felbukkant a Kansasben is. A Dixie Dregs fúziósjazz-albumokat készített, majd Morse 1984-ben létrehozta a Steve Morse Band formációt, amelyben a jazz és a rock mellett, a countrynak és a bluesnak is nagy szerep jutott. Egymás után ötször nyerte el az "év gitárosa" díjat a tekintélyes Guitar Player magazin szavazásán, ennek alapján a Deep Purple tagjai is egyöntetűen Morse mellett tették le a voksukat. Morse csatlakozásával 1994 novemberében kialakult a Lord–Glover–Gillan–Paice–Morse-felállás a Deep Purple hetedik felállását jelenti (MK VII).
Ezt követően az együttes ismét koncerteket adott, Morse először 1994 novemberében egy mexikói koncerten lépett fel az együttessel. A koncertek végeztével stúdióba vonult az ötös, hogy rögzítse 15. nagylemezét. A felvételek 1995-ben és 1996-ban zajlottak, az együttes producerkedése mellett.
A hangmérnöki teendőket Darren Schneider és Keith Andrews látta el. Angliában a BMG, míg az USA-ban a CMC International/Prominent Records adta ki az albumot, 1996 februárjában és áprilisában. A Purpendicular című korongot, nagyrészt pozitívan fogadta a kritika, kiemelve az anyag újszerű, kísérletező jellegét (például az Aviator c. dal). Emellett az albumra olyan szerzemények kerültek fel, mint a Sometimes I Feel Like Screaming, vagy a súlyos Ted the Mechanic a koncerteken is rendre felcsendülnek. Az anyagon Jon Lord kevesebb szerepet kapott, inkább az új gitáros Steve Morse került előtérbe, így az album hangzása is keményebb, hard rockosabb lett. Az album címe szójáték a "merőleges" jelentésű perpendicular szóból, amellyel azonos a kiejtése.

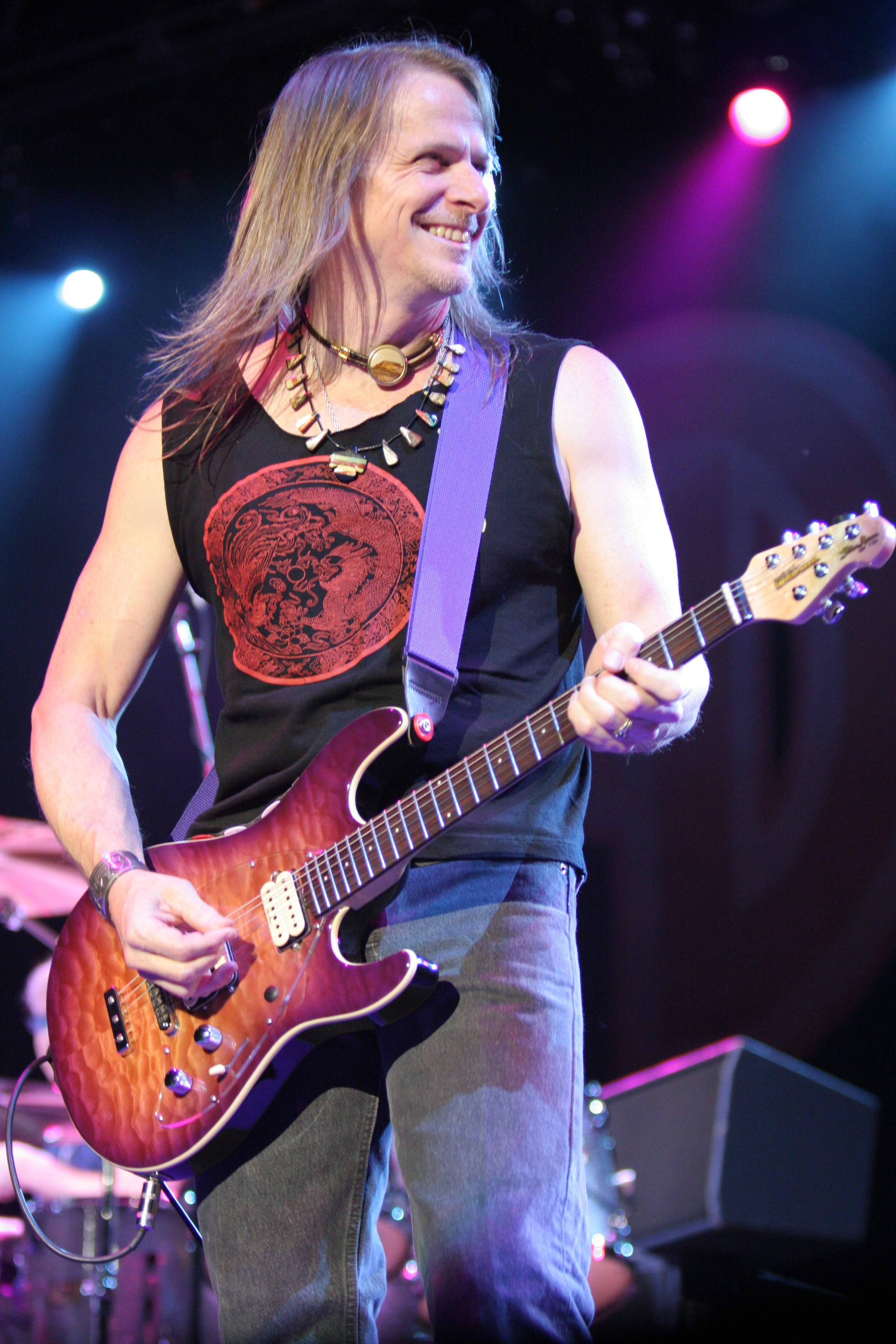
Steve Morse 1994 óta tagja az együttesnek. A fotó egy 2005-ös Deep Purple-koncerten készült.

A megjelenést egy hosszas brit turné követte, majd ezt követően felléptek a világ többi pontján is.
1997-ben egy Live at the Olympia ’96 című koncertlemez jelent meg, amely az 1996. június 17-én Párizsban rögzített koncertet örökítette meg. A kiadvány borítóján az szerepelt, hogy a lemez "hivatalos bootleg", amelynek egyes fényképeit a rajongók készítették.
Ian Gillan előadásában ekkortájt volt utoljára hallható a Child in Time, amelynek magas sikolyai olyannyira megviselték az énekes hangszálait, hogy azóta sem szerepel a koncertprogramban.
Alig ért véget a turné, az együttes 1997-ben már ismét stúdióban volt, hogy rögzítse új albumát. A felvételek 1998-ig tartottak, az együttes producerkedésével. Az EMI és a CMC International gondozásában megjelenő album az Abandon címet kapta, mely 1998 májusában jelent meg. Az album címe egy szójáték Ian Gillantól: az "Abandon" (magára hagyott) szó olvasható "A Band On"-ként (az együttes működik) is – ahogy erre a borítón a címben található pontok is utalnak.
Zeneileg változatos és merész album született, de langyos fogadtatásban részesült. Az anyagot egyes rajongók máig nem tartják "igazi" Deep Purple-lemeznek, de Steve Morse személyét sem fogadta egyöntetű siker. A Deep Purple-stúdióalbumok között ez az egyetlen, ami tartalmaz egy korábban már megjelent számot: a Deep Purple in Rock album Bloodsucker c. számának új változata felkerült az albumra Bludsucker címmel. Az együttes 1999-ben Ausztráliában is nagy sikerrel koncertezett, mely körútról a Total Abandon Australia ’99 című koncertalbum és videó formájában emlékezett meg a zenekar.
Ez idő tájt az együttes több koncert- és válogatásanyagot is kiadott, melyek közül kiemelendő az 1999-es In Concert with the London Symphony Orchestra album. Az együttes 1999. szeptember 26-án az 1969-es Concerto for Group and Orchestra 30 éves jubiluema alkalmából, ismét a londoni Royal Albert Hall színpadán adott koncertet. Az est folyamán a Londoni Szimfonikus Zenekar társaságában adták elő a legendás Concerto for Group and Orchestra anyagát. Az esemény In Concert with the London Symphony Orchestra címmel 1999-ben CD-n, 2000-ben pedig DVD-n is megjelent. A nagyzenekart Paul Mann vezényelte, az este folyamán pedig olyan vendégek is színpadra léptek, mint Ronnie James Dio vagy Sam Brown (2001-ben Tokióban két hasonló koncertet adott a zenekar, erről a The Soundboard Series box setben hallhatóak felvételek.)

### Bananas, Rapture of the Deep, Now What?! (2000-től napjainkig)
Az együttes folyamatosan turnézott a 2000-es évek elején is (2000 nyarán egy kiadatlan dalt a Long Time Gone-t is rendre eljátszották), miközben folyamatosan jelentek meg a válogatás- és koncertlemezek, a folyamat gyakorlatilag a mai napig tart. Igazi ritkaságok a gyűjtők számára, ugyanis a Deep Purple csak a legritkább esetben játszik el egy dalt kétszer ugyanúgy. A koncertlemezek és DVD-k száma ma már több, mint a soralbumoké (lásd a Diszkográfia c. fejezetet).
Ugyan az együttes aktívan turnézott, ennek ellenére a tagok nem hagytak fel projektjeikkel. Ian Gillan továbbra is folytatta szólókarrierjét, de Steve Morse sem oszlatta fel a Steve Morse Band és a Dixie Dregs formációkat.
2001-ben Jon Lord térdsérülése miatt az együttesnek kisegítő billentyűst kellett találnia. Választásuk a veterán Don Airey személyére esett, aki korábban olyan legendás zenekarokban játszott, mint a Whitesnake, a Black Sabbath, a Rainbow, Ozzy Osbourne, az Electric Light Orchestra, Gary Moore, a Ten, vagy Glenn Tipton.
Airey kiválóan pótolta Jon Lordot, aki egyre inkább a komolyzene területén szeretett volna tovább muzsikálni. Elhatározta, hogy visszavonul és a saját neve alatt fog tovább dolgozni. A zenekar elfogadta döntését, és közös megegyezéssel Don Airey-t választották meg utódjává. A Glover–Paice–Gillan–Morse–Airey-összetétel 2002 márciusában szilárdult meg; ez a Deep Purple nyolcadik, egyben utolsó felállása (Mark VIII). Ezt követően a zenekar Oroszországban turnézott, majd 2002 szeptemberében Angliában adtak koncerteket. Ezek némelyikén elhangzott egy kiadatlan dal is, az Up The Wall. Ezeken a fellépéseken Jon Lord is játszott a Perfect Strangers dalban; az utolsó közös fellépésük Ipswichben volt.
Egy 2002-es angol koncertjük felvétele a négy DVD-ből álló Around the World Live box részeként jelent meg.

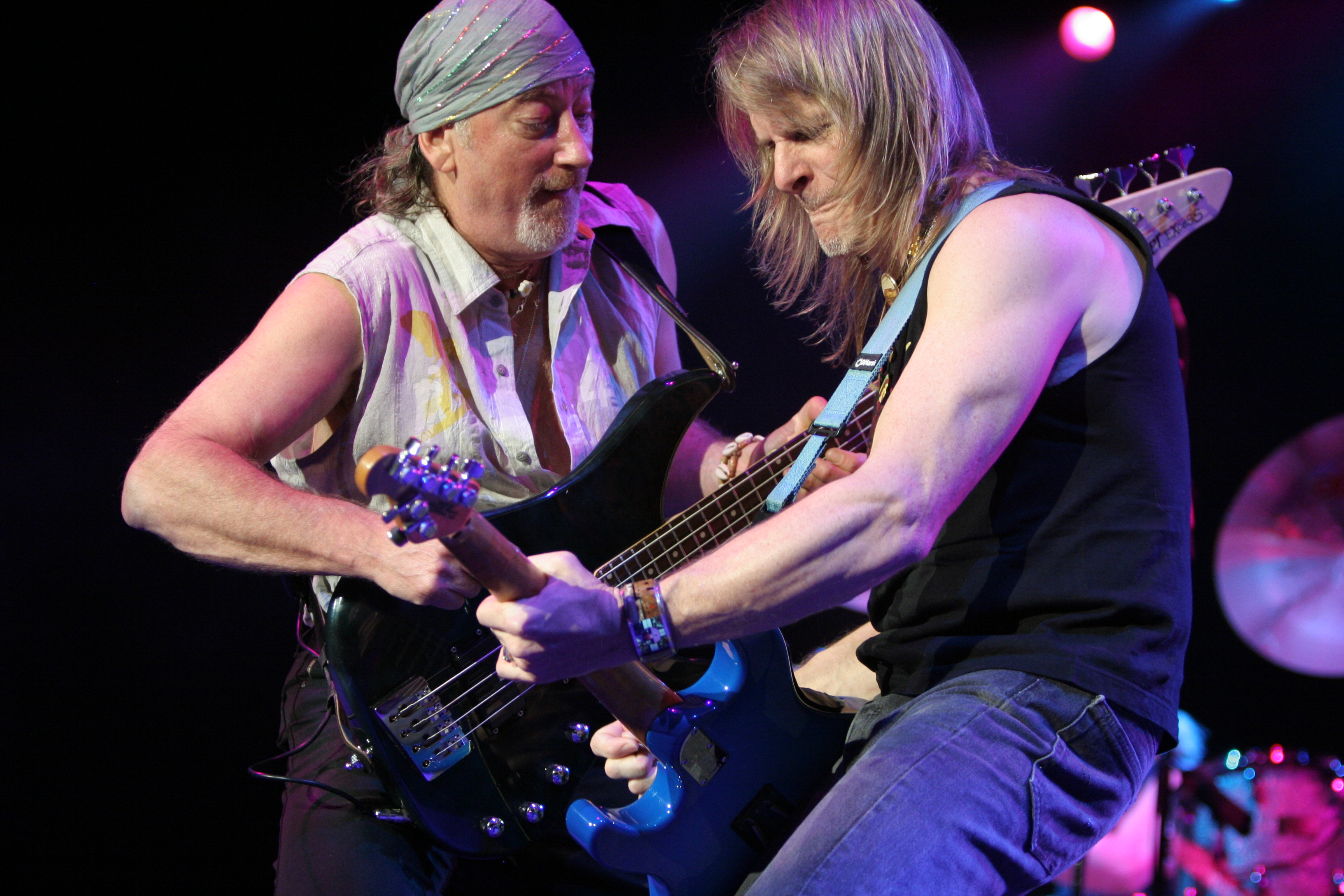
Roger Glover és Steve Morse a legendássá vált Highway Star előadása közben.

2003 januárjában stúdióba vonultak, hogy rögzítsék 17. nagylemezüket. A felvételek februárig tartottak; Michael Bradford producer egyúttal néhány dal szerzője is. A Los Angelesben rögzített anyag Bananas címmel 2003. szeptember 9-én az EMI és a Sanctuary Records kiadásában jelent meg. A Bananas címet kapott album egy erős formában lévő zenekart mutatott, és hosszú évek után ismét jó kritikákat kapott. A rajongók is jobban lelkesedtek, mint az Abandonért, bár az album címe és borítója nem aratott egyértelmű sikert. Az instrumentális Contact Lost számot a Columbia-katasztrófa emlékére írták. Érdekesség, hogy a Haunted című dalban női háttérvokál (Beth Hart) is hallható.
A lemez I've Got Your Number dalát már a 2002-es angol turnén is játszották, akkoriban Up The Wall címmel. A megjelenést ismét világ körüli turné követte; kétszer (Budapesten és Debrecenben) Magyarországon is felléptek. A turné 2004 augusztusi állomásainak némelyikén Joe Satriani és a Thin Lizzy lépett fel előttük. A koncerteken 6 dalt játszottak a Bananas lemezről.

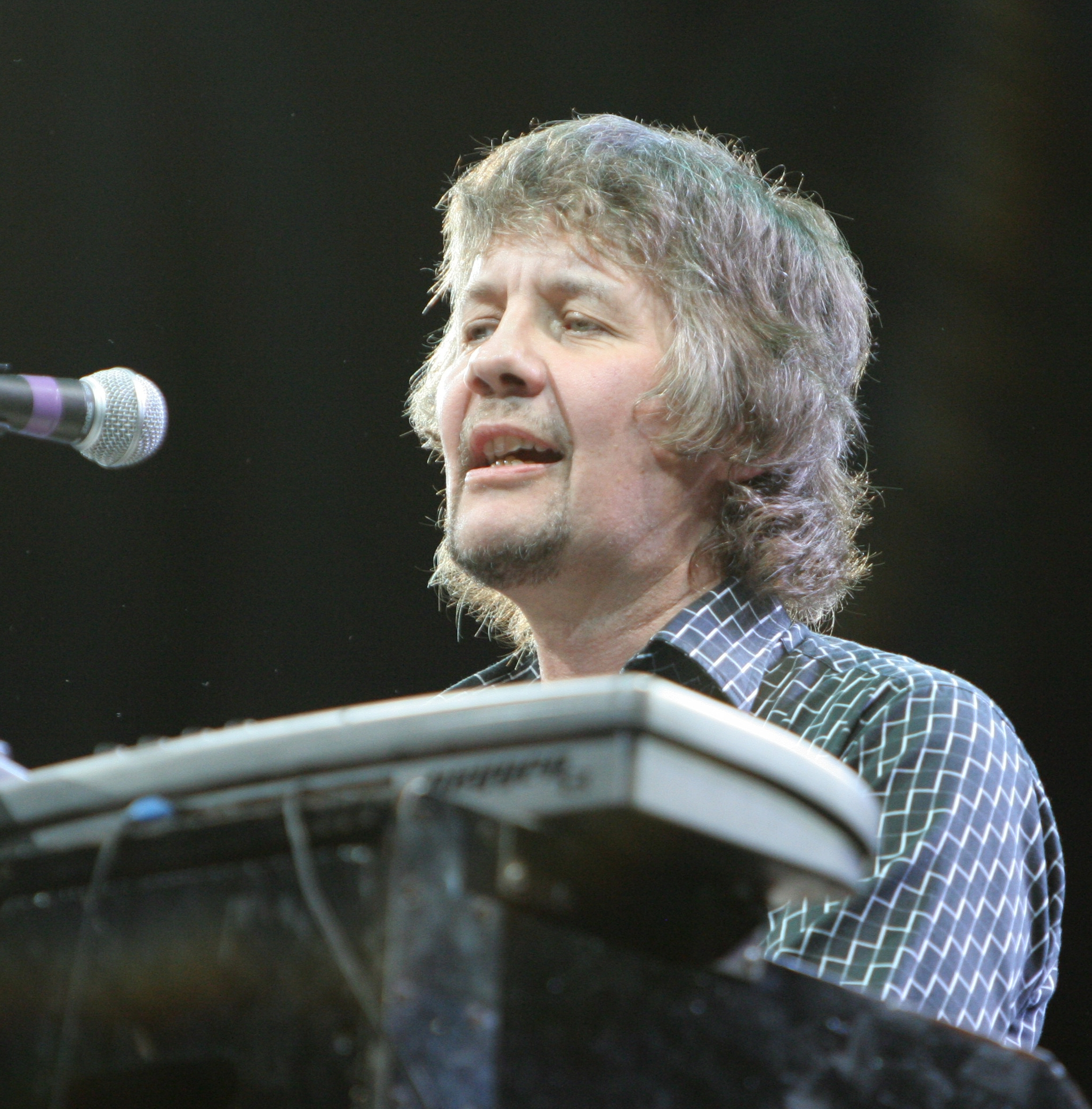
Don Airey eredetileg Jon Lord térdsérülése miatt kisegítő jelleggel csatlakozott az együtteshez, de Lord 2002-es távozása óta teljes értékű zenekari tag.

2005 júliusában a kanadai Barrie (Ontario állam) városában léptek fel a Live 8 rendezvényen. Ekkoriban már végeztek a 18. stúdióalbum munkálataival. A Rapture of the Deep felvételeire 2005 márciusa és júniusa között került sor, a producer ismét Michael Bradford volt. A 2005. november 1-én megjelent lemezt Angliában az Edel, míg Amerikában az Eagle Records adta ki. A rajongókat meglepte a gyors tempó, hiszen a Bananas kiadása óta csak két év telt el. Bár a lemezt nem fogadták olyan lelkesen és jó kritikákkal, mint elődjét, a Rapture of the Deep elég sikeres volt – az amerikai Billboard listán a 43. helyig jutott, és Európa számos országában is bekerült a legjobb 20-ba.
Az album zenéje a Bananasra hajaz, azaz Hammond-orgonával megtámogatott bluesalapú, brit hard rock muzsika.
A korongon szereplő Wrong Man c. szám a bebörtönzött gyermekgyilkos Wayne Williamsről szól, bár Ian Gillan a koncerteken a szöveget önmagára értelmezi.
Az albumnak 2006-ban megjelent egy speciális 2 CD-s kiadása is, amelynek második korongja koncertfelvételeket tartalmazott. 2006-ban újra megjelent a Come Hell or High Water koncertlemez. Ezt a Sony Music Entertainment a zenekar engedélye nélkül dobta piacra, ezért Ian Gillan felszólította a rajongókat, hogy ne vásároljanak belőle. 2006-ban és 2007-ben temérdek koncertlemezt adott ki a zenekar, pályafutásuk legkülönbözőbb időszakaiból.
2008-ban egy 4 DVD-ből álló kiadvány az Around the World Live látott napvilágot, amit a 2009-es History, Hits & Highlights '68–'76 című dupla DVD követett. A zenekar ezalatt is koncertezett; 2010-ben ismét felléptek Magyarországon.
A zenekar tervezett egy 2011-es nagylemezt, újabb világ körüli turnéval.
Az együttes tervei között szerepel egy Gettin’ Tighter című DVD/Blu-Ray kiadása is, ez egy dokumentumfilmet takar. Az anyag a 70-es évek közepére fog fókuszálni, nemcsak Jon Lord- és Glenn Hughes-interjúk fognak rá felkerülni, hanem élő felvételek is a Hughes–Coverdale–Bolin–Lord–Paice-felállásban játszó együttestől. 2012. július 16-án rákban elhunyt Jon Lord, az együttes legendás billentyűse, alapító tagja. 8 év után, 2013-ban új lemezzel jelentkezett a zenekar, ami a Now What?! címet kapta. Ennek folytatása 2017. április 7-én látott napvilágot Infinite címmel. Az albumról két kislemez jelent meg, a Time for Bedlam és az All I Got Is You. Az együttes a lemezzel együtt bejelentette a The Long Goodbye Tour névre keresztelt turnéját, ami 2017 májusában veszi kezdetét.
2022-ben Steve Morse rákbeteg felesége gondozása miatt távozott a zenekarból . Ezzel a Deep Purple leghosszabb ideig tartó felállása bomlott meg.  Helyét a korábban Ian Gillannel és Don Airey-vel is dolgozó Simon McBride vette át.

## Az együttes felállásai és albumaik
A tagok az együttes hosszú története során gyakran váltották egymást. A világhírnevet a 2. felállás hozta meg, amely 1984-ben újra összeállt. Ez a felállás a leghíresebb, az általuk felvett albumokat tartják a Deep Purple legjobb munkáinak. A 6. felállás az 1993–1994-es turnéra vonatkozik: a turné közben Ritchie Blackmore végleg kivált az együttesből, a hátralévő koncerteken pedig Joe Satriani játszott. Ez az egyetlen felállás, amelynek még nem jelent meg hivatalos felvétele.
| 1. felállás (1968–1969)                        | - Rod Evans – ének - Ritchie Blackmore – gitár - Jon Lord – billentyűs hangszerek - Nick Simper – basszusgitár - Ian Paice – dob, ütőhangszerek        |
| 2. felállás (1969–1973)                        | - Ian Gillan – ének - Ritchie Blackmore – gitár - Jon Lord – billentyűs hangszerek - Roger Glover – basszusgitár - Ian Paice – dob, ütőhangszerek      |
| 3. felállás (1973–1975)                        | - David Coverdale – ének - Ritchie Blackmore – gitár - Jon Lord – billentyűs hangszerek - Glenn Hughes – basszusgitár - Ian Paice – dob, ütőhangszerek |
| 4. felállás (1975–1976)                        | - David Coverdale – ének - Tommy Bolin – gitár - Jon Lord – billentyűs hangszerek - Glenn Hughes – basszusgitár - Ian Paice – dob, ütőhangszerek       |
| (1976–1984)                                    | Szünet |
| 2. felállás - újraalakulás (1984–1989)         | - Ian Gillan – ének - Ritchie Blackmore – gitár - Jon Lord – billentyűs hangszerek - Roger Glover – basszusgitár - Ian Paice – dob, ütőhangszerek      |
| 5. felállás (1989–1991)                        | - Joe Lynn Turner – ének - Ritchie Blackmore – gitár - Jon Lord – billentyűs hangszerek - Roger Glover – basszusgitár - Ian Paice – dob, ütőhangszerek |
| 2. felállás – második újraalakulás (1992–1993) | - Ian Gillan – ének - Ritchie Blackmore – gitár - Jon Lord – billentyűs hangszerek - Roger Glover – basszusgitár - Ian Paice – dob, ütőhangszerek      |
| 6. felállás (1993–1994)                        | - Ian Gillan – ének - Joe Satriani – gitár - Jon Lord – billentyűs hangszerek - Roger Glover – basszusgitár - Ian Paice – dob, ütőhangszerek           |
| 7. felállás (1994–2002)                        | - Ian Gillan – ének - Steve Morse – gitár - Jon Lord – billentyűs hangszerek - Roger Glover – basszusgitár - Ian Paice – dob, ütőhangszerek            |
| 8. felállás (2002–2022)                        | - Ian Gillan – ének - Steve Morse – gitár - Don Airey – billentyűs hangszerek - Roger Glover – basszusgitár - Ian Paice – dob, ütőhangszerek           |
| 9. felállás (2022-)                            | - Ian Gillan – ének - Simon McBride – gitár - Don Airey – billentyűs hangszerek - Roger Glover – basszusgitár - Ian Paice – dob, ütőhangszerek         |

### Stúdióalbumok a felállások szerint
- 1. felállás
  - Shades of Deep Purple – 1968. szeptember
  - The Book of Taliesyn – 1969. július
  - Deep Purple – 1969. november
- 2. felállás
  - Deep Purple in Rock – 1970. június
  - Fireball – 1971. szeptember
  - Machine Head – 1972. március
  - Who Do We Think We Are – 1973. február
- 3. felállás
  - Burn – 1974. február
  - Stormbringer – 1974. december
- 4. felállás
  - Come Taste the Band – 1975. október
- 2. felállás – újra összeálltak
  - Perfect Strangers – 1984. november
  - The House of Blue Light – 1987. január
- 5. felállás
  - Slaves and Masters – 1990. október
- 2. felállás – ismét újraalakultak
  - The Battle Rages On – 1993. július
- 7. felállás
  - Purpendicular – 1996. február
  - Abandon – 1998. május
- 8. felállás
  - Bananas – 2003. augusztus
  - Rapture of the Deep – 2005. október
  - Now What?! – 2013. április
  - Infinite – 2017. április
  - Whoosh! – 2020.
  - Turning to Crime – 2021.
- 9. felállás
  - =1 – 2024.

## A Deep Purple együttescsalád
A Deep Purple tagjai több más együttesben is játszottak, főleg az 1976–84 közötti feloszlás ideje alatt. Az együttesnek minden tagja játszott egyéb formációkban is. A Deep Purple egykori és jelenlegi zenészeinek a közreműködésével készült albumok száma a Deep Purple-diszkográfia többszöröse, ezáltal a Deep Purple együttescsalád a rocktörténelem egyik legszerteágazóbb családfája. Ezért lentebb csak a legismertebb és legsikeresebb formációk olvashatóak.

### Rainbow
A Ritchie Blackmore kiválásakor 1974-ben alakult Rainbow tekinthető a második Purple-nek, mivel egykori több tag is játszott itt, illetve került később a Deep Purple-be (Roger Glover, Joe Lynn Turner, Don Airey). Az együttest Ritchie Blackmore hívta életre, miután kilépett a Deep Purple soraiból, hogy megvalósíthassa saját zenei elképzeléseit. Az együttes első albuma Ritchie Blackmore’s Rainbow címmel 1975-ben jelent meg, rajta az Elf együttes tagjai kísérték Blackmore-t. A következő Rainbow Rising albumra már csak Ronnie James Dio maradt Blackmore mellett. Ezen a lemezen Toney Carey kezelte a billentyűs hangszereket, Jimmy Bain basszusgitározott, és Cozy Powell dobolt.
1977-ben egy legendásnak számító koncertlemezt adtak ki On Stage címmel. Ezt követte a 3. nagylemez (Long Live Rock ’n’ Roll, 1978), amely Ronnie James Dio utolsó alkotása volt a zenekarral. A Dióval készült Rainbow-albumok a hard rock műfaj megkerülhetetlen klasszikusaivá váltak, s nagy hatást gyakoroltak a későbbi heavy metal és power metal zenekarokra is. Dio létrehozta a Dio zenekart, Blackmore pedig Graham Bonnet énekessel és a fantasydalszövegek elhagyásával az amerikai piacot célozta meg. Később Joe Lynn Turner lett az énekes, de a Deep Purple 1984-es újjáalakulása után feloszlott a zenekar. Blackmore 1993-ban ismét elhagyta a Deep Purple-t, miután 1995-ben Doogie White énekessel elkészítette a Rainbow hattyúdalának számító, Stranger in Us All lemezt.

### Ian Gillan Band
Az együttest Ian Gillan 1975-ben hozta létre, miután elhagyta a Deep Purple sorait. Az együttes három nagylemezt adott ki, a 70-es évek második felében Gillan inkább a fúziós jazz irányába tett lépést. Az együttes Deep Purple-dalokat is játszott, amelyeket a saját dalok irányvonalához hasonlóan jazzes hangszerelésben adtak elő. Egy 1977-ben megjelent koncertlemez után Gillan feloszlatta az együttest, majd létrehozta a jóval rockosabb Gillan formációt. Ez a formáció a 70-es, 80-as évek fordulóján több nagylemezt is kiadott. Az együttesben az a Janick Gers gitározott, aki később az Iron Maiden tagja lett. Gillan 1983-ban csatlakozott a Black Sabbathhoz, majd egy évvel később az újjáalakuló Deep Purple-höz. A 80-as évek második felében szólókarrierbe kezdett, így saját neve alatt máig aktívan készít lemezeket és ad koncerteket.

### Whitesnake
Az együttest David Coverdale énekes hozta létre, miután 1976-ban feloszlott a Deep Purple. Coverdale először szólóban adott ki két lemezt, majd a 70-es évek végétől már a Whitesnake nevet használta. A Whitesnake korai albumai egy Led Zeppelin-hatásokat sem nélkülöző bluesalapú hard rock együttes képét mutatták, amely inkább Európában tett szert nagyobb rajongói bázisra. A zenekarnak tagjai voltak Ian Paice és Jon Lord egykori Deep Purple-zenészek is, de Don Airey is megfordult az együttesben, aki később lett a Deep Purple tagja. A Purple 1984-es újjáalakulása után Coverdale újjászervezte az együttest. A 80-as éveknek megfelelő imidzset és hangzásvilágot alakított ki, hogy Amerikában is ismertebb legyen a Whitesnake név.

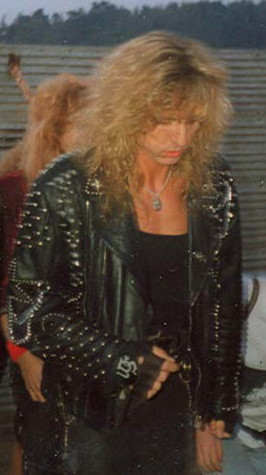
A 80-as éveknek megfelelő imidzset és hangzásvilágot alakított ki, hogy Amerikában is ismertebb legyen a Whitesnake név. A fotón David Coverdale látható az 1990-es Monsters of Rock fesztiválon.

Olyan modernebb felfogásban gitározó zenészeket gyűjtött maga köré, mint John Sykes, Adrian Vandenberg, Vivian Campbell vagy Steve Vai. 1987 című lemezük az évtized egyik legsikeresebb rocklemeze lett, amit a szintén sikeres Slip of the Tongue követett. A 90-es években gyakorlatilag megszűnt létezni az együttes, de Coverdale 2003-ban feltámasztotta a nevet. Ugyan azóta már több tagcsere is lezajlott, de Coverdale mellett biztos pontnak tekinthető a két gitáros Doug Aldrich és Reb Beach. Már velük készült el a pozitív kritikákban részesült Good to Be Bad album 2008-ban jelent meg.

### Roger Glover Band
Roger Glover 1974-ben lépett szólópályára, miután kikerült a Deep Purple soraiból. Zenekarával a 70-es évek második felében több lemezt is kiadott, amelyeken a pop és a pszichedelikus rock keveredett a hard rockkal. Emellett Glover sikeres produceri karriert futott be, szolgáltatásait olyan előadók vették igénybe, mint a Nazareth, a Judas Priest, a Status Quo, a Rainbow, a Pretty Maids vagy Ian Gillan. Utóbbi énekessel 1988-ban egy Accidentally on Purpose című albumot is kiadott, de saját zenekarával is adott ki lemezt a 80-as években. 2002-ben jelent meg a Roger Glover Band Snapshot című albuma, folytatását 2011-re tervezi a basszusgitáros.

### Steve Morse Band
Az együttest 1984-ben hozta létre a korábbi Dixie Dregs- és Kansas-gitáros Steve Morse. Az együttes albumait pozitívan fogadta a kritika, ennek ellenére szélesebb kereskedelmi sikerekkel sohasem büszkélkedhetett a zenekar. Az együttes zenéjében a fúziós jazz keveredik a hard rock, a blues és a country elemeivel. Morse 1994-ben lett a Deep Purple tagja ennek ellenére a Steve Morse Bandet (a Dixie Dregshez hasonlóan) nem oszlatta fel.

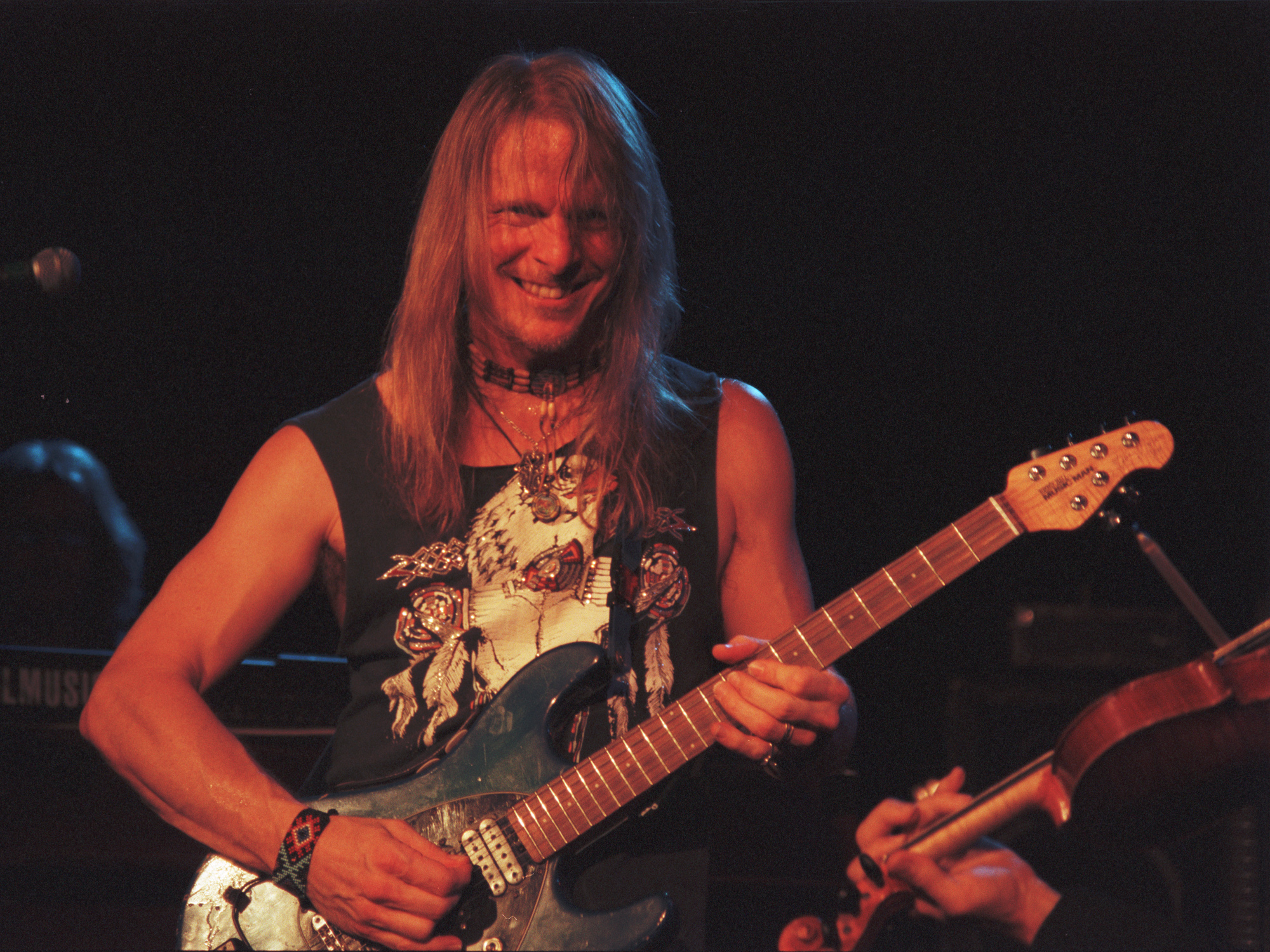
Morse 1994-ben lett a Deep Purple tagja, ennek ellenére a Steve Morse Bandet (a Dixie Dregshez hasonlóan) nem oszlatta fel. Steve Morse 1999. augusztus 28-án egy Dixie Dregs-koncerten.

## Zenei stílus
A Deep Purple egy hard rock zenekar, azonban zenéjükben számos más zenei elem is felfedezhető. Korai, a 60-as évek végén készült nagylemezeiken a korszak sikeresebb pop- és rockelőadóinak a hatását keverték pszichedelikus hangulatokkal és némi progresszív rockkal. Emellett előszeretettel hangoztatták dalaikban komolyzenei hatásaikat, e téren Jon Lord bizonyult a legaktívabbnak. Az együttes ekkoriban több dalában is idézett olyan zeneszerzőktől, mint Johann Sebastian Bach, Rimszkij-Korszakov, Ludwig van Beethoven, vagy Pjotr Iljics Csajkovszkij.
Az 1970-ben megjelenő Deep Purple in Rock albumon egy keményebb hard rockosabb irányba mozdultak el. 1970 és 1972 között kiadott négy nagylemezük a hard rock műfaj alapművei, amiket a Gillan–Glover–Blackmore–Paice–Lord-felállás készített el. David Coverdale és Glenn Hughes csatlakozásával az együttes zenéjében megjelentek a funkhatások, valamint Coverdale jóvoltából felerősödött a blues is. Az 1984-ben megjelent Perfect Strangers az egyik legkeményebb albumuk, amelyet az 1987-es The House of Blue Light követett. Ez a lemez egy slágeresebb vonalra terelte az együttest, ennek zenéjébe befurakodott a 80-as évek arena rockja. Steve Morse csatlakozásával visszatértek a brit hard rockhoz, habár az 1996 óta megjelenő albumok is tartalmaznak a korábbiaktól eltérő, szokatlan elemeket.
Az együttes legklasszikusabb és legsikeresebb korszakát az 1969 és 1973 közé tehető Gillan–Glover–Paice–Lord–Blackmore-felállás képezi, ezért a rajongók többsége is ennek a felállásnak tulajdonítja az együttes védjegyszerű hangzásának a kialakulását. Az együttes sajátos zenei világának megalkotásában mind az öt tag maximálisan kivette a részét. Ian Gillan hangjára még a Deep Purple sikereinek kezdetén 1970-ben felfigyelt a szakma, mikor ő énekelte Jézus szerepét a Jesus Christ Superstar albumon. A középfekvésekben is erőteljesen éneklő Gillan hangjának érdekességét azok a rendkívül magas sikolyok adták, amelyek a védjegyévé váltak. Hangja azonban jelentősen "megkopott" az évek során, ezért több dalt is vagy leegyszerűsítve énekel, vagy már elő sem adja (Child in Time).
Jon Lord klasszikus zenei képzettsége ugyanúgy tetten érhető a dalokban, mint lírai énje. Jellegzetes hangzású Hammond-orgonajátéka az együttes félreismerhetetlen védjegye. A "Hammond urának" is becézett Lord elsőként ötvözte a szimfonikus zenét a Hammondra épülő rockzenével. Ő vezette be a hangszert a keményebb hangzású rockzenébe. Emiatt sok időn keresztül nem a Hammond-orgonákkal hagyományosan használt Leslie erősítőkkel játszott, hanem Marshall énekerősítőkkel érte el a védjegyének számító torzított Hammond-hangzást.
A Glover–Paice-párost gyakran nevezik a rocktörténelem egyik legjobb ritmusszekciójának is, ezek közül a dobost Ian Paice-t gyakran emlegetik úgy, mint "jazzdobost a rockzenészek között"
Ritchie Blackmore-t szokás minden idők egyik legnagyobb hatású gitárosának nevezni, akinek sajátos stílusa jelentette a Deep Purple hangzásának egyik legfontosabb elemét. Játéka az újszerűség erejével hatott, ugyanis Blackmore eltért a blues-pentaton skáláktól, helyette játékában rengeteg moll (modális) skálát használt, ezáltal olyan szólókat alkotott, amelyek a 60-as évek végén, a 70-es évek elején még az újszerűség erejével hatottak. Ezért szokták is mondani, hogy Blackmore tudatosabban és professzionálisabban használta gitárját, mint kortársainak többsége. Stílusára a blues, a komolyzene, valamint a középkori muzsikák voltak hatással. Témáiban többször alkalmazott komolyzenei dallamíveket, ezért gyakran nevezik a neoklasszikus metal egyik legkorábbi előfutárjának is.

## Hatásuk
Az együttest a Led Zeppelin és a Black Sabbath mellett a hard rock egyik legelső és legfontosabb zenekarának tekintik, amely nagy hatást gyakorolt a később kialakuló heavy metalra is. A Konkret című német napilap egy 1980-ban megjelent cikke szerint a Deep Purple ugyanolyan "természetességgel szivárgott be a német nappalikba" a 70-es években, mint a Cream, a Beatles, a Rolling Stones vagy a Roxy Music.
Az együttes olyan későbbi zenekarokat inspirált, mint az Iron Maiden, a Europe, a Metallica, Rob Halford, a Metal Church, a Savatage, az Opeth stb.
Blackmore gitárjátéka pedig olyan zenészeket inspirált, mint Vinnie Moore, Yngwie J. Malmsteen, Gary Holt, Steve Vai, Joe Satriani, John Norum és így tovább.
A Dream Theater 2006-ban két alkalommal is eljátszotta a teljes Made in Japan koncertlemezt, míg a VH1 pedig kinevezte az együttest a 22. "legnagyobb hard rock előadó"-nak.
Legismertebb daluk a Smoke on the Water klasszikus gitárriffjét a világ legjobbjának is megválasztották már.
A dalt 2007. június 3-án több mint 2000 gitáros (korosztálytól és képzettségtől függetlenül) játszotta együtt, Kansas Cityben.

## Plágiumvádak
Nick Simper a zenekar első basszusgitárosa azt állítja, hogy Blackmore-nak mutatott egy riffet, ennek a Summertime c. dal Ricky Nelson-féle feldolgozása jelentette az alapját. (Ezt a motívumot azonban a Blues Magoos is feldolgozta We Ain't Got Nothin' Yet címmel, mellyel az 1966-os Psichedeleic Lollipop c. lemezük kezdődik.) Simper állítása szerint Blackmore ebből a témából kerekítette ki a Black Night riffjét. Roger Glover megerősítette ezt az állítást egy a Rumba Magazine számára adott 1993-as interjújában. Nick Simper emellett kijelentette, hogy a Child in Time alapját egy It's a Beautiful Day dal a Bombay Calling képezi. Az említett zenekarral a Deep Purple együtt koncertezett négy alkalommal 1968. október 28. és november 1. közt San Franciscóban a Fillmore West nevű kultikus koncerthelyen. 2002-ben Ian Gillan megerősítette ezt a kijelentést egy indiai újságnak adott interjújában. A kialakult jogi helyzetet elrendezően a zenekarok menedzserei megegyeztek. Az It's a Beautiful Day zenekar is felhasználhatott egy Deep Purple-számot, mégpedig 1970-ben megjelent, második albumán a Marrying Maiden címűn, melynek Don and Dewey c. dala a Purple Wring that Neck szerzeményén alapul.

## Élő előadások, botrányok
A Deep Purple-koncertek alapvető részei voltak az improvizációk. A nagylemezeken három-négy perces dalokat a koncerteken gyakran 20 vagy 30 percig játszották. Kezdetben olyan dalokat bővítettek ki hangszeres betétekkel, mint a Mandrake Root, vagy a Wring that Neck. Utóbbinak egy 18 perces változatát előadták egy, a BBC számára 1970. február 19-én adott koncerten is. 1970. november 12-én egy stockholmi koncerten ez a dal már több mint 30 percig tartott, ez az eset jól példázta, hogy az együttes mennyire szabadon értelmezi élőben a dalait.
Az együttes koncertjeit nemcsak a dzsemmelések tették híressé; hírnevüket az 1969-ben a londoni Royal Albert Hall színpadán adott koncertjükkel is öregbítették. A nagy hírveréssel beharangozott előadáson Jon Lord háromtételes concertóját adták elő a Királyi Filharmonikusok (Royal Philharmonic Orchestra) társaságában; a zenekart Malcolm Arnold vezényelte. Ez volt az első olyan alkalom, hogy rockegyüttes szimfonikus nagyzenekari kísérettel lépett színpadra
Ian Gillan és Roger Glover csatlakozásával a programban egyre inkább a Space Truckin és a Child in Time volt az a két dal, amelyekben az együttes teret engedett a hosszabb improvizációknak is.
Dalaik többségét máig nem játsszák kétszer ugyanúgy. David Coverdale és Glenn Hughes csatlakozásával az együttes a You Fool No One című számot nyújtotta az eredeti verzió többszörösére, ebbe gyakran beleszőtték a Space Truckin egyes részleteit, Ian Paice dobszólóját, a Space Truckint pedig még hosszabban elnyújtották. A 80-as évek megváltozott zenei közegében az együttes már nem improvizált annyit a színpadon, mint korábban, erre azonban az egyre több dal miatt sem volt alkalmuk, bár a Space Truckin még a 80-as években is több mint 15 percig tartott. A dalokba Steve Morse belépése óta is estéről estére beleraknak apró részleteket, miáltal koncertjeik nem válnak rutinszerűvé.
A 70-es években a Purple-koncertek elengedhetetlen része volt Paice dobszólója, valamint Blackmore és Gillan egymásnak „felelgetése”. Eleinte a Rolling Stones Paint It Black száma adott okot a dobszólóra. A Demon's Eye című dalban követte le hangjával Gillan a Blackmore által lefogott hangokat, de ezt a megoldást később a Strange Kind of Woman dalba szőtték bele. A koncertek állandó műsorszámává vált az a jelenet, amikor Blackmore összetöri a gitárját (Ian Paice is többször felrúgta a dobfelszerelését), de volt rá eset, hogy Jimi Hendrix példáját követve fel is gyújtotta azt. A színpad felett lévő hatalmas ponyva ettől lángra lobbant, a nézők pánikba estek. Egyesek szerint Blackmore így akarta megakadályozni az utánuk fellépő Yes koncertjét.

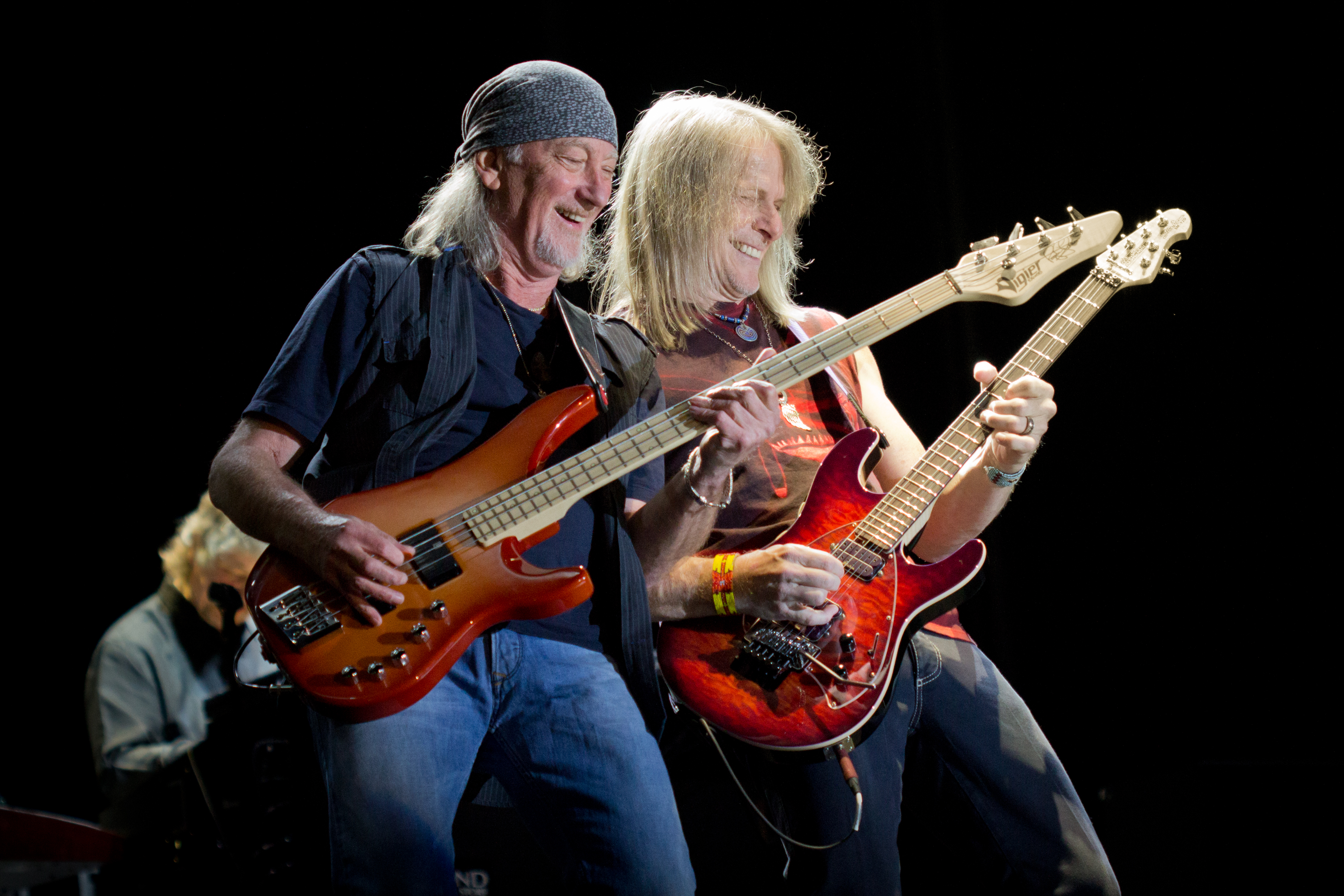
Roger Glover és Steve Morse

Több botrányt okozott a „mosoly nélkülinek” is nevezett gitáros, ezek egyike volt az 1974-es California Jam fesztivál, ahol Blackmore kijelentette, hogy csak sötétben, műfény világításban hajlandó fellépni. Kívánságát nem teljesítették, ennek ellenére színpadra lépett, de olyan ideges volt, hogy egy hozzá közel merészkedő operatőrt megtámadott a gitárjával. Nemcsak a kamerát tette tönkre, de a stáb emberét is megsebesítette. Ezután felgyújtotta, majd a közönség soraiba dobta a gitárját. A koncert végén az együttes menedzsere, John Coletta azonnal helikopterbe ültette, mielőtt elfajultak volna a dolgok.
Egy másik, legendás történetben Blackmore és Rod Stewart, a Faces énekese egymásnak esett egy szállodában, de amikor valaki megpróbálta szétválasztani őket, a két muzsikus inkább ellene fordult. Az incidens 25 ezer dollárjába került a Warner Bros. Recordsnak.

## Turnék
A Deep Purple a világ egyik legintenzívebben koncertező zenekara.
Az 1976 és 1984 közötti szünetet leszámítva gyakorlatilag 1968 óta, szinte megállás nélkül turnézik az együttes. 2007-ben csak Franciaországban több mint 40 koncertet adtak. Több mint 150 ezer jegy kelt el.
Szintén 2007-ben a Planet Rock rádió hallgatói a Rapture of the Deep tour címen futó Deep Purple-koncertsorozatot választották meg az év 6. legjelentősebb turnéjának. A Rolling Stones A Bigger Bang Tour című koncertsorozata csak 1% híján előzte meg a Deep Purple-t.
2008 februárjában a moszkvai Kremlben adtak koncertet Dmitrij Medvegyev kérésére. 2009-ben pedig a csehországi Liberecben adtak koncertet az FIS Nordic World Ski Championships 2009 rendezvényen.
- Deep Purple Debut Tour, 1968
- Shades of Deep Purple Tour, 1968
- The Book of Taliesyn Tour, 1968
- Deep Purple European Tour, (az In Rock lemezt felvezető turné) 1969–1970
- In Rock World Tour, 1970–1971
- Fireball World Tour, 1971–1972
- Machine Head World Tour, 1972–1973
- Deep Purple European Tour 1974
- Burn World Tour, 1974
- Stormbringer World Tour, 1974–1975
- Come Taste The Band World Tour, 1975–1976
- Perfect Strangers World Tour, más néven Reunion Tour 1984–1985
- The House of Blue Light World Tour, 1987–1988
- Slaves and Masters World Tour, 1991
- Deep Purple 25 Years Anniversary World Tour, más néven The Battle Rages on Tour, 1993
- Deep Purple and Joe Satriani Tour, 1993–1994
- Deep Purple Secret Mexican Tour (rövid bemelegítő turné Steve Morse gitárossal)
- Deep Purple Secret USA Tour 1994–1995
- Deep Purple Asian & African Tour 1995
- Purpendicular World Tour, 1996–1997
- A Band on World Tour, 1998–1999
- Concerto World Tour, 2000–2001
- Deep Purple World Tour, 2001–2003
- Bananas World Tour, 2003–2005
- Rapture of the Deep World Tour, 2006–2011
- Now What?! World Tour, 2013–2015
- World Tour 2016, 2016
- The Long Good Bye Tour, 2017–

## Diszkográfia

### Stúdióalbumok
- Shades of Deep Purple, #24 US 1968. szeptember, (Evans/Blackmore/Lord/Simper/Paice)
- The Book of Taliesyn, #54 US 1968. december (Evans/Blackmore/Lord/Simper/Paice)
- Deep Purple, #162 US 1969. november (Evans/Blackmore/Lord/Simper/Paice)
- Deep Purple in Rock, #4 UK, #143 US (arany) 1970. június (Gillan/Blackmore/Lord/Glover/Paice)
- Fireball, #1 UK, #32 US (arany) 1971. szeptember (Gillan/Blackmore/Lord/Glover/Paice)
- Machine Head, #1 UK (arany), #7 US (2x Platina) 1972. március (Gillan/Blackmore/Lord/Glover/Paice)
- Who Do We Think We Are, #4 UK, #15 US 1973. február (Gillan/Blackmore/Lord/Glover/Paice)
- Burn, #3 UK (arany), #9 US (arany) 1974. február (Coverdale/Blackmore/Lord/Hughes/Paice)
- Stormbringer, #6 UK, #20 US (arany) 1974. december (Coverdale/Blackmore/Lord/Hughes/Paice)
- Come Taste the Band, #19 UK, #43 US 1975. október(Coverdale/Bolin/Lord/Hughes/Paice)
- Perfect Strangers, #5 UK (arany), #17 US (Platina) 1984. november (Gillan/Blackmore/Lord/Glover/Paice)
- The House of Blue Light, #10 UK, #34 US 1987. január (Gillan/Blackmore/Lord/Glover/Paice)
- Slaves and Masters, #45 UK, #87 US 1990. október (Turner/Blackmore/Lord/Glover/Paice)
- The Battle Rages On, #21 UK, #192 US 1993. július (Gillan/Blackmore/Lord/Glover/Paice)
- Purpendicular, #58 UK 1996. február (Gillan/Morse/Lord/Glover/Paice)
- Abandon, #76 UK, 1998. május (Gillan/Morse/Lord/Glover/Paice)
- Bananas, #85 UK, 2003. augusztus (Gillan/Morse/Airey/Lord/Glover/Paice)
- Rapture of the Deep, #81 UK, 2005. október (Gillan/Morse/Airey/Glover/Paice)
- Now What?!, #19 UK, #110 US, 2013. március 26. (Gillan/Morse/Airey/Glover/Paice)
- InFinite, #6 UK, #105 US, 2017. április 7. (Gillan/Morse/Airey/Glover/Paice)
- Whoosh!, #4 UK, #161 US, 2020. augusztus 7. (Gillan/Morse/Airey/Glover/Paice)
- Turning to Crime, #28 UK, 2021. november 26. (Gillan/Morse/Airey/Glover/Paice)
- =1, #12 UK, 2024. július 20. (Gillan/McBride/Airey/Glover/Paice)

### Koncertalbumok
- Concerto for Group and Orchestra, 1969. december (Gillan/Blackmore/Lord/Glover/Paice)
- Scandinavian Nights, 1970 (Gillan/Blackmore/Lord/Glover/Paice)
- Deep Purple In Concert, 1970–1972 (Gillan/Blackmore/Lord/Glover/Paice – recorded live)
- Made in Japan, 1972. december (Gillan/Blackmore/Lord/Glover/Paice – recorded live)
- Made in Europe, 1975. május (Coverdale/Blackmore/Lord/Hughes/Paice – recorded live)
- Last Concert in Japan, 1976. március (Coverdale/Bolin/Lord/Hughes/Paice)
- Live in London, (Coverdale/Blackmore/Lord/Hughes/Paice – recorded live for BBC radio in 1974)
- Nobody's Perfect (live), 1988. július (Gillan/Blackmore/Lord/Glover/Paice – recorded live)
- In the Absence of Pink (live), 1991. január 6.
- Come Hell or High Water, 1994. október (Gillan/Blackmore/Lord/Glover/Paice)
- Mk III The Final Concerts, 1996. január 7. (Mk3)
- In Concert with the London Symphony Orchestra, 1999. szeptember (Gillan/Morse/Lord/Glover/Paice)
- This Time Around: Live in Tokyo (1975 Japanese Tour)
- Live in Europe 1993, 2006
- Inglewood – Live in California 1968
- Live in Montreux 1969 1969
- Gemini Suite Live 1970
- Live in Denmark 1972

### Válogatások
- Purple Passages 1972. szeptember
- Mark I & II 1973. december
- 24 Carat Purple 1977
- Powerhouse 1975. július
- The Mark II Purple Singles 1979. április
- Deepest Purple: The Very Best of Deep Purple 1980. július
- When We Rock, We Rock, and When We Roll, We Roll 1980
- The Anthology 1985. június 30.
- Knocking at Your Back Door: The Best of Deep Purple in the 80's 1992
- The Deep Purple Singles A's and B's (1968-1976) 1993. január
- 30: Very Best of Deep Purple 1998. október
- Smoke on the Water 1998
- Purplexed 1998
- Shades 1968-1998 1999
- The Very Best of Deep Purple 2000
- The 1975 California Rehearsals, volume 1 & 2 2000
- Listen, Learn, Read On (6 CD-s box set) 2002. október 29.
- Winning Combinations: Deep Purple and Rainbow 2003
- The Best of Deep Purple: Live in Europe 2003
- Deep Purple: The Platinum Collection 2005
- Deep Purple: The BBC Sessions 1968-1970 2011. november 8.

### DVD
- Bombay Calling
- Come Hell or High Water
- Concerto For Group And Orchestra
- Deep Purple Live In Concert 74
- Deep Purple Live With The London Symphony Orchestra
- Heavy Metal Pioneers
- In Concert with the London Symphony Orchestra
- New, Live And Rare
- Perihelion
- Total Abandon
- Masters From The Vaults
- Perihelion
- Live at Montreux 2006
- Live at Montreux 2011